# Nelson Mandela

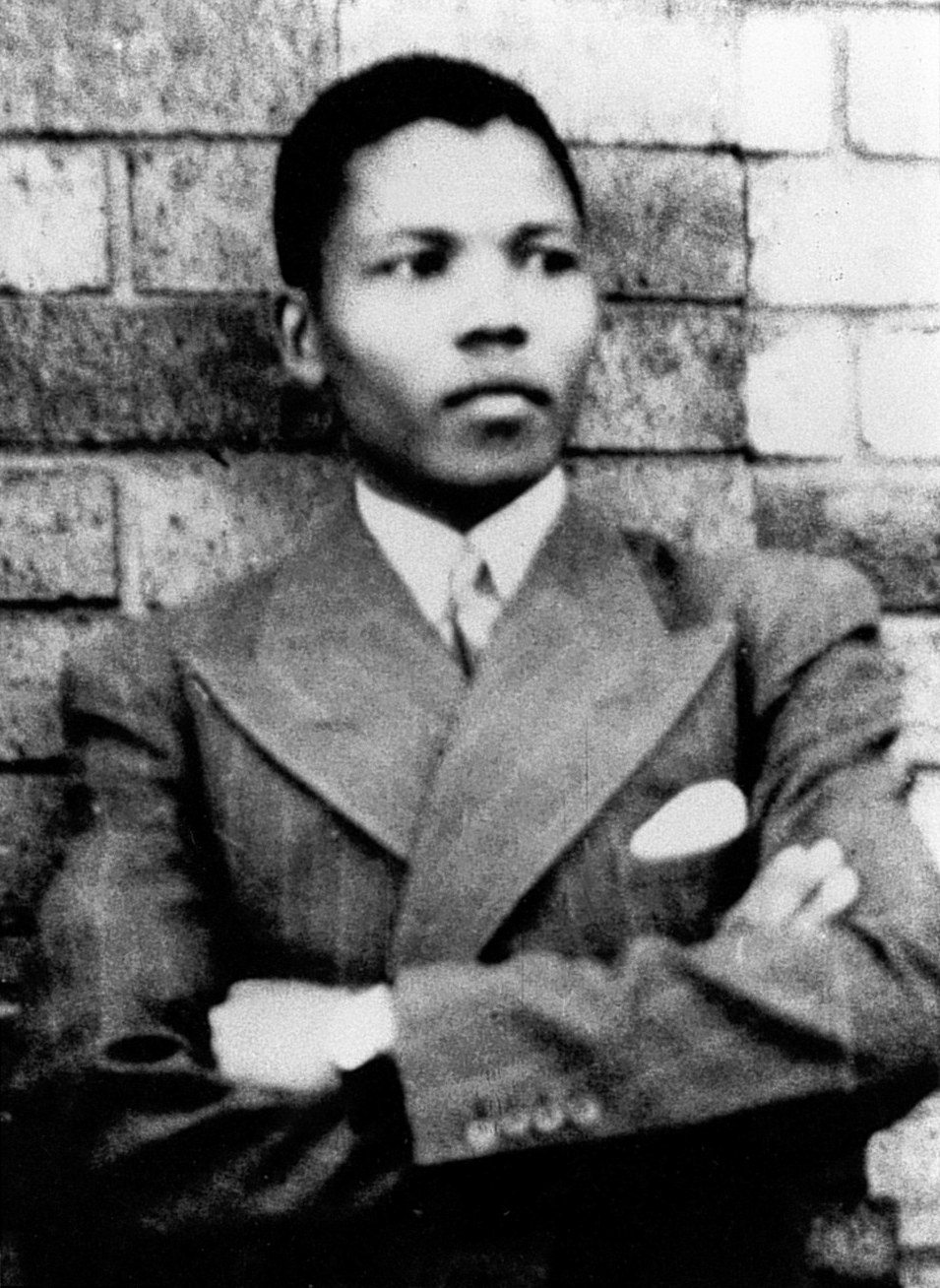
Nelson Mandela, ok. 1937

Nelson Rolihlahla Mandela, wymowa xhosa: [xoˈli:ɬaɬa manˈde:la] (ur. 18 lipca 1918 w Mvezo, zm. 5 grudnia 2013 w Johannesburgu) – południowoafrykański polityk, mąż stanu, prezydent Republiki Południowej Afryki w latach 1994–1999, jeden z przywódców ruchu przeciw apartheidowi, działacz na rzecz praw człowieka, laureat Pokojowej Nagrody Nobla. W Republice Południowej Afryki nazywany również „Madiba” (nazwa jednego z klanów ludu Xhosa), a także „tata”, co często rozpisywano jako: „Ojciec Narodu”. Był zarówno najstarszym (złożył urząd w wieku 81 lat), jak i najdłużej żyjącym prezydentem RPA (zmarł mając 95 lat).
W 1942 roku wstąpił do Afrykańskiego Kongresu Narodowego (ANC), a w 1950 roku zaczął nim kierować. Początkowo był zwolennikiem nieużywania przemocy. Wraz ze współpracownikami zmienił zdanie po masakrze w czasie protestu Sharpeville w marcu 1960 roku i delegalizacji ANC. Rok później został przywódcą zbrojnego skrzydła ANC Umkhonto we Sizwe („Włócznia Narodu”, MK). Zbrojne działania „Umkhonto we Sizwe” za czasów Mandeli miały mieć jednak charakter wyłącznie sabotażowy i wykluczały ataki na ludzi. Dokonywali zniszczeń instalacji o dużym znaczeniu dla gospodarki RPA. Został aresztowany 5 sierpnia 1962 i skazany za rzekome akty sabotażu i przygotowywanie inwazji obcych państw na RPA.
Osadzony w więzieniu na wyspie Robben Island. W 1985 roku odmówił skorzystania ze zwolnienia warunkowego. W marcu 1982 został przeniesiony do więzienia Pollsmoor w Kapsztadzie, w grudniu 1988 przeniesiony ponownie, tym razem do więzienia im. Victora Verstera niedaleko Paarl. W więzieniu spędził 27 lat (z tego 18 lat na Robben Island). Wyszedł na wolność 11 lutego 1990 roku pod wpływem kampanii ANC i nacisków międzynarodowych, zgodnie z decyzją prezydenta F.W. de Klerka, który umożliwił też legalizację ANC. 18 marca 1992 roku mieszkańcy RPA opowiedzieli się w referendum za likwidacją apartheidu.
Kierował ANC od czerwca 1991 do grudnia 1997, z którym osiągnął w pierwszych wolnych wyborach 27 kwietnia 1994 najlepszy wynik i większość mandatów w parlamencie. Nowo wybrany parlament wybrał go w maju 1994 prezydentem RPA – pierwszym czarnoskórym prezydentem w historii tego kraju. Pełnił ten urząd od 10 maja 1994 do 16 czerwca 1999 roku, w okresie pokojowego odejścia od apartheidu. Zdobył międzynarodowe uznanie – wspólnie z de Klerkiem otrzymał w 1993 roku Pokojową Nagrodę Nobla.

## Życiorys

### Dzieciństwo
Urodził się 18 lipca 1918 w Mvezo, małej wiosce koło Umtaty w Transkei. Jego drugie imię brzmiało Rolihlahla, czyli w języku xhosa kłopotliwy. W późniejszych latach był znany jako Madiba, co wywodziło się z nazwy jego rodzinnego klanu. Jego zmarły w 1832 roku pradziadek, Ngubengcuka, był wodzem Thembu zamieszkującego bantustan Transkei we współczesnej Prowincji Przylądkowej Wschodniej. Plemię to znane było z oporu wobec kolonialnych zapędów Holendrów, Brytyjczyków i innych Europejczyków. Jeden z synów króla, o imieniu Mandela był dziadkiem Nelsona i jednocześnie od niego wywodziło się imię przyszłego prezydenta. Ponieważ dziadek Nelsona był jedynym dzieckiem króla z jego żoną z klanu Ixhiba, był przez to uważany za dziecko z tzw. nieprawego rodu i nie kwalifikował się do dziedziczenia tronu. Ojciec Mandeli, Gadla Henry Mphakanyiswa, był wodzem plemienia, nad którym władzę objął w 1915 roku po tym, gdy jego poprzednik został oskarżony przez władze o korupcję. Miał on 4 żony i 13 dzieci (czterech synów i dziewięć córek, dzieci żyły w innych wioskach). Również w 1926 roku, Gadla został zwolniony za korupcję, co według Nelsona było tak naprawdę jedynie fałszywym oskarżeniem białych władz, wobec których ojciec pozostawał sceptyczny. Sam Nelson od strony matki (trzeciej żony Gadli) pochodził z plemienia Xhosa. Matka Nelsona była córką Nkedama i członkiem klanu amaMpemvu.
Jak sam twierdził, jego wczesne życie było zdominowane przez rytuały i tabu. Dorastał we wsi Qunu z dwiema siostrami i matką. Pomagał w utrzymywaniu stada bydła i wraz z innymi chłopcami spędzał dużo czasu na podwórku. Choć jego rodzice byli analfabetami, to matka będąca pobożną chrześcijanką, gdy miał 7 lat, wysłała go (jako pierwszego w swojej rodzinie) do szkoły prowadzonej przez metodystów. Tam został ochrzczony i otrzymał angielskie, nadane przez nauczycielkę, chrzcielne imię Nelson; sam Mandela nie wiedział, dlaczego nauczycielka nadała mu to imię. Gdy miał 9 lat, jego ojciec przyjechał do Qunu, gdzie szybko zmarł z powodu nierozpoznanej dolegliwości, którą według Mandeli była choroba płuc. Mandela bardzo przeżył śmierć ojca. Później deklarował, że od ojca odziedziczył buntowniczy charakter i poczucie sprawiedliwości. Matka zabrała go do Wielkiego Pałacu, pałacu w Mqhekezweni, gdzie powierzyła go pod opiekę regenta Thembu, wodza Jongintaba Dalindyebo. Mimo że nie ujrzał matki przez wiele kolejnych lat, młody Mandela czuł, że Jongintaba i jego żona Noengland traktują go jak własne dziecko na równi z ich synem Justice i córką Nomafu. W każdą niedzielę wraz z opiekunami uczęszczał na nabożeństwa, a chrześcijaństwo stało się znaczną częścią jego życia.
Uczęszczał do misyjnej szkoły metodystów zlokalizowanej obok pałacu, gdzie pobierał nauki języków angielskiego i Xhosa, historii i geografii. Ze szczególną sympatią studiował historię Afryki. Słuchając opowieści i rozmów starszych gości pałacu znalazł się pod wpływem antyimperialistycznej retoryki wodza Joyi. W tym czasie uważał jednak europejskich kolonizatorów za dobroczyńców, a nie prześladowców. W wieku 16 lat wraz z Justice i kilkoma innymi chłopcami pojechał do Tyalarhy, gdzie przeszedł rytuał obrzezania, co w symboliczny sposób miało zaznaczać przejście z chłopca w mężczyznę. W trakcie obrzędu otrzymał imię Dalibunga.

### Edukacja
Zamierzając zdobyć umiejętności, potrzebne aby zostać radnym domu królewskiego Thembu, rozpoczął naukę w szkole średniej w Clarkebury Boarding Institute w Engcobo. Była to instytucja w zachodnim stylu i największa szkoła dla czarnych Afrykanów w Thembulandzie. W trakcie edukacji nawiązał kontakty z innymi uczniami, po raz pierwszy za najlepszego przyjaciela miał osobę płci żeńskiej, grał w różne gry sportowe, co rozwijał przez całe życie i zapoczątkował swoje zainteresowanie ogrodnictwem. Sam Mandela przyznał, że przed szkołą średnią był „sztywniakiem”. W ciągu dwóch lat zdobył Junior Certificate. W 1937 r. wraz z większością rodziny królewskiej Thembu, w tym przyrodnim bratem, Justice, przeniósł się do kolegium metodystów Healdtown w Forcie Beaufort. Dyrektor szkoły podkreślał wyższość kultury angielskiej i poparcie dla rządu, jednakże Mandela coraz bardziej interesował się rodzimymi kulturami afrykańskimi. W trakcie uczęszczania do kolegium zaprzyjaźnił się z pierwszą osobą spoza kręgu Xhosa, przyjaciel mianowicie wywodził się z Sotho co było uważane za złamanie tabu. W wolnym czasie ćwiczył często boks i biegi długodystansowe, w dyscyplinach tych został prefektem w drugim roku edukacji. Z poparciem Jongintaby rozpoczął pracę nad stopniem Bachelor of Arts (BA) na liczącym 150 studentów Uniwersytecie dla czarnoskórych w Fort Harere w Alice. Tam w pierwszym roku uczył się angielskiego, antropologii, administracji, polityki i prawa holenderskiego. Jego ówczesnym celem było zostanie tłumaczem lub urzędnikiem w Departamencie Spraw Rdzennych [mieszkańców RPA]. Zamieszkał w dormitorium Wesley House, gdzie zaprzyjaźnił się Kaiser Matanzimą i Oliverem Tambo, ten drugi stał się jego bliskim przyjacielem i towarzyszem na dziesiątki lat. Kontynuował swoje zainteresowanie sportem, brał udział w lekcjach tańca towarzyskiego, grał w dramacie o życiu Abrahama Lincolna, a w ramach Studenckiego Towarzystwa Chrześcijańskiego dawał lekcje Biblii wśród lokalnych społeczności.
Chociaż wielu jego znajomych należało do Afrykańskiego Kongresu Narodowego (ANC) – antyimperialistycznego ruchu dążącego do budowy niezależnego RPA – Mandela unikał jakiegokolwiek zaangażowania politycznego, a w okresie II wojny światowej stał się zwolennikiem brytyjskiego wysiłku wojennego. Pomógł studentom pierwszego roku przełamać dominację drugoklasistów, pod koniec jego edukacji na pierwszym roku zaangażował się w radę przedstawicieli studentów i rozpoczął bojkot związany z kiepską jakością żywności na uniwersytecie, za co został tymczasowo zawieszony na uczelni, a w rezultacie opuścił szkołę bez otrzymania stopnia.

### Przeprowadzka do Johannesburga
Gdy wrócił do Mqhekezweni w grudniu 1940 roku uznał, że Jongintaba zaaranżował małżeństwa dla niego i Juistice. Przerażony myślą o przymusowym małżeństwie uciekł w kwietniu następnego roku poprzez Queenstown do Johannesburga. Znalazł pracę jako stróż nocny w kopalni, gdzie „po raz pierwszy zobaczył południowoafrykański kapitalizm w działaniu”. Z pracy został jednak zwolniony, gdy jego induna (naczelnik) odkrył, że Mandela uciekł z domu. W trakcie pobytu u kuzyna w George Goch Township poznał aktywistę ANC Waltera Sisulu, który załatwił mu pracę aplikanta w kancelarii Witkin, Sidelsky i Eidelman. Firma prowadzona była przez liberalnego Żyda, Lazara Sidelsky’ego, który był sympatykem ANC. W pracy Mandela poznał Gaura Redebe wywodzącego się z Xhosa, który był członkiem ANC i Południowoafrykańskiej Partii Komunistycznej, a także Nata Bregmana, żydowskiego działacza komunistycznego, który stał się jego pierwszym białym przyjacielem. Uczestnicząc w rozmowach i spotkaniach komunistów, Mandela był pod wrażeniem tego, że Europejczycy, Afrykanie, Hindusi i kolorowi są traktowani wzajemnie jako równy z równym. Później twierdził, że nie przyłączył się do partii, ponieważ jej ateizm pozostawał w konflikcie z jego chrześcijańską wiarą i poglądem, wedle którego RPA zamiast walki klasowej potrzebna jest walka o równość rasową.
W sierpniu 1943 roku, coraz bardziej zafascynowany polityką, Mandela wziął udział w marszu na rzecz bojkotów autobusów za podwyżki cen biletów. W celu kontynuowania studiów wyższych, zapisał się na Uniwersytet Południowej Afryki, noce spędzał na pracach nad licencjatem. Zarabiając niewielką pensję, wynajął pokój w domu należącym do rodziny Xhoma, wywodzącego się z plemienia Suazi w mieście Alexandra. W mieście roiło się od przestępców, powszechne były ubóstwo i zanieczyszczenia, jednakże miasto pozostało dla niego „najcenniejszym miejscem”. Mimo zakłopotania swoim ubóstwem przez krótki czas zabiegał o względy córki małżeństwa, u którego wynajmował pokój. Aby zaoszczędzić pieniądze i być bliżej centrum Johannesburga, przeniósł się do ośrodka Witwatersrand Native Labour Association, gdzie żył wśród wywodzących się z różnych plemion górników. W trakcie pobytu tam spotkał wielu wodzów plemiennych, w tym księcia-regenta Basuto (obecnie Lesotho). W 1941 roku Jongintaba odwiedził Mandelę i odpuścił mu ucieczkę z domu. Po powrocie do Thembulandu, Jonigntaba zmarł zimą 1942 roku, a Mandela i Justice przyjechali w tamte strony dzień po pogrzebie. Po zdaniu egzaminu licencjackiego na początku 1943 roku, wrócił do Johannesburga, gdzie rozpoczął drogę polityczną jako prawnik, tym samym zrezygnował z bycia radnym w Thembulandzie.

### Wczesna działalność polityczna

#### Okres studiów i działalność w Lidze Młodzieżowej

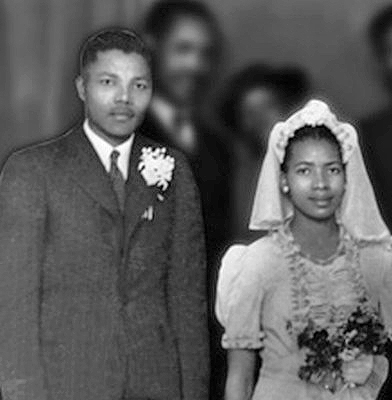
Mandela wraz z małżonką w 1944

Rozpoczynając studia prawnicze na Uniwersytecie Witwatersrand, był jedynym czarnoskórym studentem i pomimo powszechnego rasizmu udało mu się zaprzyjaźnić z liberalnymi i komunistycznymi Europejczykami, Żydami i Hindusami. Wśród nich znaleźli się Joe Slovo, Harry Schwarz i Ruth First. Dołączając w 1942 do ANC znalazł się w coraz większych wpływach grupy Sisulu i wraz z innymi działaczami spędzał dużo czasu w Orlando w domu należącym do Sisulo, jednym z działaczy uczęszczających w spotkaniach był jego stary przyjaciel, Oliver Tambo. W 1943 poznał Antona Lembede, afrykańskiego nacjonalistę przeciwnego zjednoczonemu rasowo frontowi przeciwko kolonializmowi i imperializmowi czy też zawiązania sojuszu z komunistami. Mimo przyjaźni z przedstawicielami innych ras i komunistami, Mandela popierał część poglądów Lembede i wierzył, że czarni Afrykanie powinni być całkowicie niezależni w walce o polityczne samostanowienie. Gdy w ramach partii postanowiono o utworzeniu skrzydła młodzieżowego, Nelson Mandela znalazł się w delegacji młodzieżowych działaczy partii i spotkał się z prezydentem ANC Alfredem Bitini Xumą. Liga Młodych ANC została założona w Niedzielę Wielkanocną 1944 roku w Centrum Społecznym Bantu na Eloff Street, prezydentem młodzieżówki został Lembede, a członkiem komitetu wykonawczego sam Mandela. W domu należącym do Sisulu poznał Evelyn Mase, działaczkę ANC z Engcobo w Transkei, która w tym czasie uczyła się zawodu pielęgniarki. Pobrali się 5 października 1944 roku. Początkowo młoda para mieszkała z jej krewnymi, następnie wynajęła dom nr 8115 w Orlando, gdzie małżeństwo wprowadziło się na początku 1946. Ich pierwsze dziecko Madiba „Thembi” Thembekile urodziło się w lutym 1945 roku, córka Makazwie urodziła się dwa lata później, lecz zmarła dziewięć miesięcy później na zapalenie opon mózgowych. Wraz z małżeństwem w domu zamieszkała matka i siostra (Leabie) Mandeli. Na początku 1947 roku zakończył pracę w firmie Witkin, Sidelsky i Eidelman i został pełnowymiarowym studentem, aby opłacić studia zaciągnął pożyczkę w Bantu Welfare Trus. W lipcu 1947, gdy zmarł Lembede, jego następcą w organizacji został bardziej umiarkowany Peter Mda, który zgodził się na współpracę z nieczarnymi i komunistami oraz powołał Mandelę na sekretarza organizacji. Mandela nie zgodził się z podejściem Mda i w grudniu 1947 wsparł nieudaną próbę wydalenia komunistów z organizacji młodzieżowej uważając ich ideologię za nieafrykańską.
W tym samym roku został wybrany do komitetu wykonawczego ANC w Transwalu, gdzie podlegał regionalnemu prezydentowi ANC C.S. Ramohanoe. Gdy Ramohaone ten, wbrew woli Komitetu Wykonawczego Transwalu, nawiązał współpracę z organizacjami hinduskimi i komunistycznymi, Mandela znalazł się wśród tych, którzy wpłynęli na jego dymisję. W wyborach w 1948 roku, w których pozwolono głosować jedynie białym, parlament został zdominowany przez afrykanerską (a przynajmniej przez nich zdominowaną) Herenigde Nasionale Party pod przewodnictwem Daniela François Malana. Partia połączyła się z Partią Afrykanerów i utworzyła tym samym Partię Narodową. Partia miała program otwarcie rasistowski i domagała się poszerzenia segregacji rasowej i budowy ustroju apartheidowskiego. Mający coraz większe wpływy w ANC, Mandela i jego kadry rozpoczęły propagowanie bezpośredniego działania przeciwko apartheidowi pod postacią akcji, tj. strajków i bojkotów. Taktykę tę ANC przyjęła z działań indyjskiej społeczności RPA. Nie popierający takich działań Xuma został usunięty z prezydencji poprzez wotum nieufności i zastąpiony przez Jamesa Moroka, a w jego nowym gabinecie znaleźli się Sisulu, Mda, Tambo i Godfrey Pitje. Jak po latach wspomniał Mandela „Kierowaliśmy ANC ku bardziej radykalnej i rewolucyjnej ścieżce”. Gdy poświęcił się polityce, zawalił ostatni rok w Witwatesrand i ostatecznie w grudniu 1949 roku nie przyznano mu stopnia.

#### Prezydencja w Transwalu
W marcu 1950 roku na placu Xuma odbyła się Krajowa Egzekutywa ANC. W tym miesiącu w Johannesburgu odbyła się Konwencja Obrony Wolności Słowa, w której udział wzięli działacze czarnoskórzy, hinduscy i komunistyczni, a cała akcja przybrała charakter antyapartheidowskiego strajku generalnego. Mandela był przeciwnikiem strajku obawiając się, że spowoduje to zwiększenie represji policyjnych, w rezultacie w tym samym roku reżim wprowadził Ustawę o Zwalczaniu Komunizmu i poddał represjom organizacje biorące udział w strajku. W tym samym roku wybrany został na prezydenta Ligi Młodzieżowej, w grudniu 1951 roku wziął udział w Ogólnokrajowej Konferencji ANC, gdzie wypowiedział się przeciwko budowie frontu międzyrasowego jednakże został przegłosowany. Wkrótce pod wpływem przyjaciół, takich jak Moses Kotane i wsparciu Związku Radzieckiego dla ruchów walczących w wojnach o niepodległość, nieufność Mandeli wobec komunizmu ograniczyła się. Pod wpływem lektur działaczy, tj. Karol Marks, Fryderyk Engels, Włodzimierz Lenin, Józef Stalin i Mao Zedong poznał materializm dialektyczny. W kwietniu 1952 roku rozpoczął pracę w firmie prawniczej H.M. Basner.
Jego zaangażowanie w aktywizm polityczny i praca skutkowała mniejszym czasem, który poświęcał dla rodziny. W 1952 roku ANC rozpoczęła przygotowania do udziału Defiance Campaign, wspólnej kampanii przygotowanej z organizacjami hinduskimi i komunistycznymi skierowanej przeciwko apartheidowi. Był jednym z założycieli Narodowego Forum Ochotniczego rekrutującego antyapartheidowskich wolontariuszy. Pod wpływem filozofii Mahatmy Gandhiego zdecydował się na ścieżkę pokojowego oporu połączoną z większym pragmatyzmem. Na wiecu w Durbanie w dniu 22 czerwca przemawiał przed 10-tysięcznym tłumem i wzywał do protestów wyborczych za co został aresztowany i na krótko internowany w więzieniu Marshall Square. W tym czasie liczby członków Kongresu Narodowego wzrosła z 20 do 100 tysięcy członków. Rząd na wzrost wpływów partii odpowiedział masowymi aresztowaniami, a w 1953 roku wprowadził Ustawę o Bezpieczeństwie Publicznym, która umożliwiła wprowadzenie stanu wojennego. W maju władzę zakazały prezydentowi transwalskiego ANC, Johnowi Beaver Marksowi dokonywania publicznych wystąpień, aby utrzymać pozycję partii w regionie, Marks wyznaczył na swojego następcę młodego Mandelę. Mimo silnej opozycji ultraafrykańskiej grupy Bafabegiya, Mandela wybrany został na prezydenta regionu w październiku tego samego roku.
30 lipca 1952 roku Mandela został aresztowany na mocy ustawy o zwalczaniu komunizmu i stanął przed sądem w Johannesburgu jako jeden z 21 oskarżonych (wśród nich znaleźli się Moroka, Sisulu i Dadoo). Został uznany za winnego rzekomej działalności komunistycznej i skazany na dziewięć miesięcy ciężkiej pracy, wyrok zawieszono jednak na dwa lata. W grudniu otrzymał sześciomiesięczny zakaz brania udziału w posiedzeniach lub rozmowach z więcej niż jedną osobą naraz co w praktyce uniemożliwiło mu funkcjonowanie jako prezydenta ANC w Transwalu. W obliczu represji reżimu ruch Defiance Campaign zamarł. We wrześniu 1953 roku, Andrew Kunene na spotkaniu transwalskiego ANC odczytał przemówienie Mandeli „Nie łatwo dojść do wolności”. Tytuł został zaczerpnięty cytatem przywódcy i twórcy niepodległości Indii, Jawaharlala Nehru (który miał przełomowy wpływ na poglądy Mandeli). W przemówienie Mandela opracował plan awaryjny na wypadek delegalizacji ugrupowania. Plan Mandeli znany też jako M-Plan zaplanował przejście w takim wypadku ze scentralizowanego przywództwa w formę komórek konspiracyjnych. Otrzymał pracę jako adwokat w kancelarii Terblanche i Briggish, a wkrótce po tym przeniósł się do bardziej liberalnej kancelarii Helman i Michel. W tym celu zdał egzaminy kwalifikacyjne, dzięki którym stał się pełnoprawnym adwokatem. W sierpniu 1953, Mandela i Oliver Tambo otworzyli własną firmę prawniczą, Mandela i Tambo, działającą w centrum Johannesburga. Była to jedyna w kraju firma prawnicza prowadzona przez Afrykanów, badała ona często sprawy poszkodowanych przez brutalność policji czarnoskórych. Działalność kancelarii nie spodobała się reżimowi przez co na mocy ustawy Group Areas Act firma została zmuszona do przeniesienia się w odległe miejsce. Choć w maju 1954 urodziła się druga córka Mandeli i Evelyn, Makaziwe Phumia to relacje małżeństwa stały się napięte, a żona oskarżyła męża o zdradę. Pojawiły się dowody wskazujące na romans Mandeli z członkinią ANC, Lillian Ngoyi i sekretarz Ruth Mompati. Według niesprawdzonych informacji z drugą z kobiet Mandela miał mieć dziecko. Zdegustowana zachowaniem syna, Nosekeni, powróciła do Transkei, a Evelyn została świadkiem Jehowy i odrzuciła obsesyjne jej zdaniem zaangażowanie męża w politykę.

#### Kongres Ludu

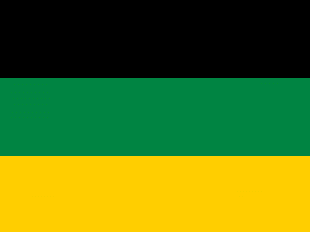
Sztandar ANC

Po nieudanym proteście (z lutego 1955 roku) przeciwko rozbiórce przeznaczonego dla czarnoskórych przedmieścia Johannesburga, Sophiatown, doszedł do wniosku, że Kongres „nie miał alternatywny dla oporu zbrojnego i użycia przemocy”. Z pomocą Sisulu ANC próbowało zdobyć broń w Chinach, jednak pomimo wsparcia walki antyapartheidowskiej, rząd Chin uważał, że ANC nie jest dostatecznie przygotowana do walki partyzanckiej. Z pomocą Południowoafrykańskiego Kongresu Indyjskiego, Kongresu Ludzi Kolorowych, Kongresu Demokratycznego i Kongresu Związków Zawodowych RPA, ANC planowało utworzyć Kongres Ludu, który opracować miał propozycje systemowe które wprowadzone miały być po obaleniu reżimu apartheidu. Na podstawie odpowiedzi przygotowanej przez Kongres, Rusty Bernstein opracowała Kartę Wolności w której wezwano do utworzenia demokratycznego państwa niebędącego państwem rasistowskim, wezwano też do nacjonalizacji wielkiego przemysłu. Karta została przyjęta na konferencji Kliptown w czerwcu 1955 roku, na konferencji zebrało się 3000 delegatów którzy zostali jednak rozpędzeni przez policję. Karta stała się kluczowym elementem ideologii Mandeli. Po zakończeniu drugiego zakazu nałożonego przez niego na reżim, we wrześniu 1955 roku udał się na wakacje robocze do Transkei, gdzie omówił z lokalnymi przywódcami plemiennymi implikację ustawy Bantu Authorities Act sprzed czterech lat. Przed wyjazdem do Kapsztadu odwiedził także matkę i siostrę, Noengland. W marcu 1956 otrzymał trzeci zakaz publicznych występów (z ograniczeniem do Johannesburga), Mandela jednak często lekceważył go. Jego małżeństwo rozpadło się, a jego żona Evelyn odeszła do swojego brata. W maju 1956 rozpoczęło się postępowanie rozwodowe. Żona twierdziła, że Nelson miał dopuścić się względem jej nadużyć fizycznych. Mandela zaprzeczył zarzutom i walczył o opiekę nad dziećmi. Mimo że Evelyn cofnęła wniosek rozwodowy, Mandela w styczniu 1958 ponownie złożył pozew o rozwód. Rozwód został sfinalizowany już w marcu, jednak dzieci umieszczono pod opieką matki. W trakcie postępowania, poznał pracownicę socjalną, Nomzamo Winfreda Madikizelę, z którą ożenił się w Bizanie w dniu 14 czerwca 1958. Później zaangażowała się ona w działalność ANC za co spędziła kilka tygodni w więzieniu.
5 grudnia 1956 wraz z większością zarządu partii został aresztowany „za zdradę stanu”. Czas ten spędził w więzieniu w Johannesburgu. Wszyscy trzej sędziowie badający sprawę Mandeli byli związani z reżimową Partią Narodową. Po tym gdy sędziowie zostali wymienieni, w październiku prokuratura wycofała swoje oskarżenia. W kwietniu 1959 wojujący działacze niezadowoleni z umiarkowanych poglądów ANC założyli Kongres Panafrykański (PAC). Prezydentem organizacji został przyjaciel Nelsona Mandeli, Robert Sobukwe. Sam Mandela był niechętny grupie i uważał ją za „niedojrzałą”. Obie strony w maju 1960 rozpoczęły kampanię antyrządową. Jedna z demonstracji zorganizowanych przez PAC została ostrzelana przez policję w wyniku czego zginęło 69 demonstrantów. Wydarzenie to przeszło do historii jako masakra Sharpeville. Po tej zbrodni, Mandela publicznie spalił swoją przepustkę, a wydarzenie to stało się sygnałem do wybuchu zamieszek w całej Południowej Afryce. Rząd zareagował na zamieszki poprzez ogłoszenie stanu wojennego. Mandela i inni działacze wyzwoleńczy zostali aresztowani w dniu 30 marca. Byli więzieni w niehigienicznych warunkach i bez postawienia żadnych zarzutów w miejscowym więzieniu Pretorii. W kwietniu rząd zakazał działalności zarówno PAC i ANC. Osadzenie spowodowało, że prawnicy mogli z trudem dotrzeć do oskarżonych. Oskarżeni uwolnieni zostali z więzienia pod koniec sierpnia gdy rząd zniósł stan wyjątkowy. Mandela wykorzystał wolny czas, aby zorganizować Ogólnoafrykańską Konferencję w pobliżu Pietermaritzburgu w Natalu. W marcowej konferencji udział wzięło 1400 delegatów antyapartheidowskich. 29 marca 1961, po trwającym sześć lat procesie, sędziowie uznali, że Mandela jest niewinny co spowodowało kompromitacje rządu.

#### Podróż po Afryce i działalność militarna
W przebraniu szofera podróżował po kraju organizując nowe struktury komórkowe Kongresu i przygotowywał strajk zaplanowany 29 maja. Odbył tajne spotkanie z dziennikarzami, podczas którego ostrzegł rząd przed tym, że radykalne grupy przeciwników apartheidu, tj. Azanian People’s Liberation Army, mogą uciec się do walki zbrojnej. Jeszcze przed konferencją policja wydała nakaz aresztowania działacza. Sam Mandela również uznał, że ANC powinna tworzyć grupy zbrojnego oporu. Przekonywał on do tego lidera partii, Alberta Johna Luthuli, który był nastawiony zdecydowanie pacyfistycznie. Zainspirowany rewolucją kubańską zorganizowaną przez Ruch 26 Lipca na czele z Fidelem Castro, w 1961 roku założył wraz z liderami partii komunistycznej, Joe Slovo i Walterem Sisulu, organizację Umkhonto we Sizwe („Włócznia Narodu”, w skrócie MK). Mandela został przewodniczącym grupy. Grupa początkowo zajmowała się rozprowadzaniem literatury na temat walki partyzanckiej autorstwa Mao Zedonga i Che Guevary. Choć wówczas organizacja była oddzielona od ANC to w późniejszych latach stała się oficjalnym zbrojnym ramieniem grupy. MK działała poprzez struktury komórkowe. Dokonywała ona aktów sabotażu w celu wywierania maksymalnej presji na rządzie przy czym samemu odnotowywała minimalne straty. MK dokonywała ataków na instalacje wojskowe, linie telefoniczne, elektrownie czy połączenia komunikacyjne. Ataki organizowano w nocy, kiedy nieobecni byli cywile. Akcje grupy przeprowadzane były tak aby obejść się bez śmierci ludzi. Zanim MK ogłosiło swoje istnienie, przywódca ANC Luthuli zdobył Pokojową Nagrodę Nobla. Sama organizacja publicznie ogłosiła swoje istnienie 16 grudnia 1961 (Dzień Dingane), gdy dokonała już 57 zamachów, do dalszych ataków przystąpiła w dzień Sylwestra. ANC wysłała Mandelę w lutym 1962 roku na spotkanie Panafrykańskiego Ruchu na rzecz wolności Afryki Wschodniej, Środkowej i Południowej (PAFMECSA) w Adddis Abebie w Etiopii. Podróż do Etiopii odbyła się w tajemnicy. Na miejscu spotkał się on z cesarzem Haile Selassie I i wygłosił swoje przemówienie na konferencji. Po konferencji udał się do Kairu w Egipcie. Na miejscu poznał reformy polityczne prezydenta Gamala Abdela Nassera, względem których wyrażał się z podziwem, następnie udał się do Tunisu w Tunezji, gdzie prezydent Habib Bourguiba ofiarował mu 5000£ na zakup uzbrojenia. Następnie udał się do Mali, Maroka, Gwinei, Sierra Leone, Liberii i Senegalu. Otrzymał wsparcie finansowe ze strony prezydentów: Liberii Wiliama Tubmana i Gwinei Ahmeda Sekou Touré. Następnie udał się do Londynu, gdzie poznał wielu działaczy antyapartheidowskich, dziennikarzy i wybitnych polityków lewicy. Po powrocie do Etiopii rozpoczął tam sześciomiesięczny kurs walki partyzanckiej, jednakże ukończył tylko dwa miesiące kursu po czym powrócił do ojczyzny.

### Uwięzienie

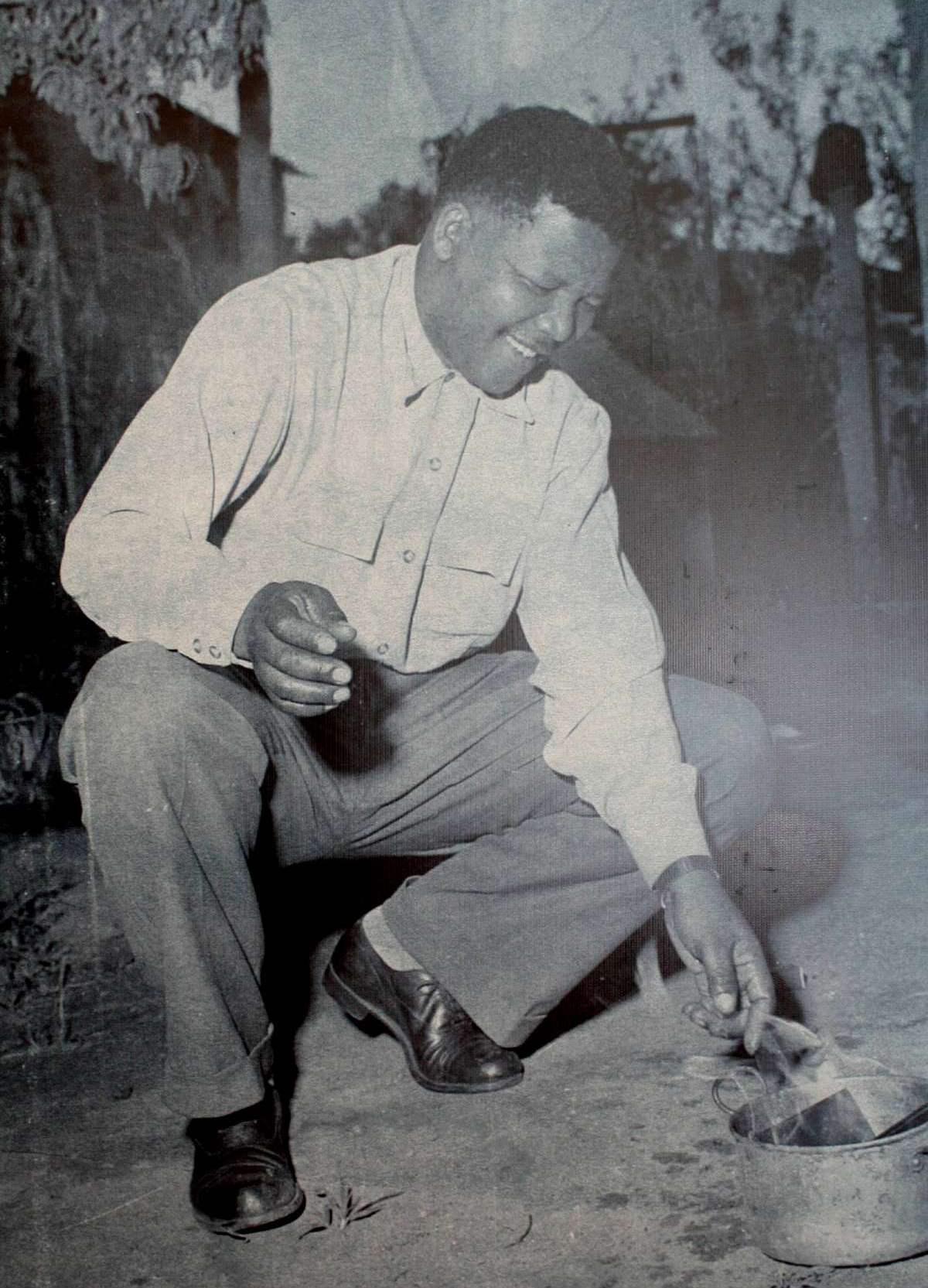
Mandela w 1960 roku

#### Aresztowanie i proces
5 sierpnia 1962 policja zatrzymała Mandelę wraz z Cecilą Williams niedaleko Howick. O donos na Mandelę oskarżonych zostało wiele grup, w tym przyjmującym Mandelę w Durbanie, GR Naidoo, jednoczesny członek KP RPA i współpracownik CIA. Sam Mandela uważał, że żadne z tych oskarżeń nie jest wiarygodne i zamiast tego przyczynę jego aresztowania widział we własnej nieostrożności. Przetrzymywany w więzieniu Johannesburg’s Marshall Square, oskarżony został o nawoływanie do strajków pracowniczych i wyjazd z kraju bez pozwolenia. Jego doradcą prawnym został Slovo. Mandela wykorzystał proces do pokazania „moralnego sprzeciwu ANC wobec rasizmu”. Poza sądem doszło do protestów zwolenników działacza. Następnie został przeniesiony do Pretorii, gdzie mógł być odwiedzony przez Winnie. W celi rozpoczął korespondencję mającą na celu zdobycie stopnia naukowego Bachelor of Laws na Uniwersytecie Londyńskim. Jego rozprawa rozpoczęła się w dniu 15 października, lecz została zakłócona po tym gdy oskarżony stawił się w sądzie ubrany w tradycyjny strój plemienny kaross, a sąd oskarżył go o głoszenie własnej mowy politycznej. Działacz uznany za winnego został skazany na pięć lat pozbawienia wolności. Gdy opuszczał salę sądową jego zwolennicy śpiewali pieśń Nkosi Sikelel iAfrika.
11 lipca następnego roku policja dokonała nalotu na farmę Liliesleaf, aresztowano tam przebywające osoby i znaleziono dokumenty opisujące działalność MK, z których niektóre wymieniały Mandelę. 9 października rozpoczął się następny proces. Mandela wraz z towarzyszami oskarżony został o sabotaż i spisek mający na celu obalenie rządu przemocą. Ich prokuratorem został Percy Yutar, który zażądał wykonanie na oskarżonym kary śmierci. Sędzia Quartus de Wet odrzucił żądania prokuratury ze względu na brak dowodów. Yutar ponownie sformułował zarzuty i ruszył z nową sprawą. Od grudnia do lutego 1964 roku zebrał on tysiące dokumentów i zdjęć oraz przesłuchał 173 świadków. Z wyjątkiem Jamesa Kantora, którego uniewinniono ze wszystkich zarzutów, Mandela oskarżony został o sabotaż, on sam zaprzeczał, jakoby kiedykolwiek zgodził się na rozpoczęcie wojny partyzanckiej z rządem. Proces wykazał przyczyny polityczne ich walki. W trakcie postępowania, Mandela wygłosił trzygodzinną obronną przemowę. Przemowa została zainspirowana przez mowę Castro o nazwie Historia mnie uniewinni. Wystąpienie Mandeli zostało szeroko opisane w prasie (mimo oficjalnej cenzury) i zostało okrzyknięte jednym z jego największych przemówień. W przemowie opowiedział się on za wolnym i demokratycznym społeczeństwem opartym na równości szans. Proces zyskał rozgłos poza granicami RPA, a w obronie oskarżonych występowały instytucje takie jak Organizacja Narodów Zjednoczonych i Światowa Rada Pokoju. Związek Uniwersytetu Londyńskiego wybrał Mandelę honorowym przewodniczącym, a z inicjatywy związku w katedrze Świętego Pawła w Londynie odbyło się czuwanie poświęcone Mandeli. Rząd Republiki Południowej Afryki mimo sprzeciwu zza granicy uznał Mandelę i współoskarżonych za komunistycznych sabotażystów, a 12 czerwca 1964 roku sędzia Quartus de Wet uznał Mandelę i jego dwóch współoskarżonych winnymi wszystkich czterech zarzutów i skazał ich na karę dożywotniego więzienia.

#### Pobyt na wyspie Robben

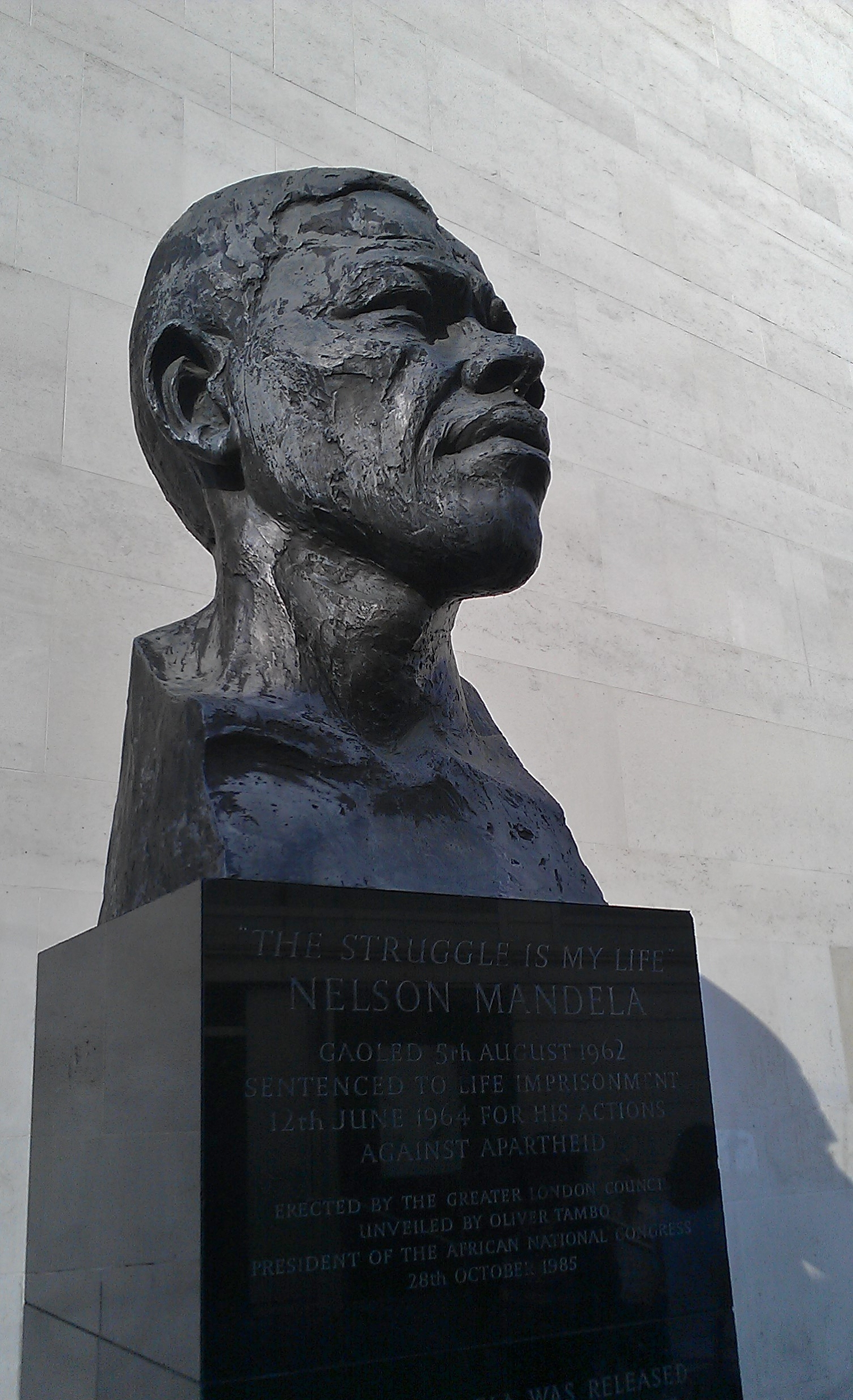
Popiersie Mandeli wystawione w Londynie w 1985 roku

Wraz ze współoskarżonymi został przeniesiony z Pretorii do więzienia na Robben Island. Pozostał tam przez następne 18 lat. Wyizolowany z niepolitycznych więźniów sekcji B, trafił do betonowej celi o wymiarach 2,4 na 2,1 metra, z matą ze słomy przeznaczoną do snu. W więzieniu padł ofiarą psychicznych i fizycznych prześladowań białych strażników. Dni spędzał pracując w kopalni żwiru, w 1965 został natomiast przeniesiony do pracy w kamieniołomie wapiennym. Początkowo pozwolono mu nosić okulary przeciwsłoneczne, jednakże mimo tego blask z wapna trwale uszkodził mu wzrok. W nocy pracował nad stopniem LLB. Kilkakrotnie został zamknięty w izolatce za przemycanie wycinków prasowych. Został sklasyfikowany jako najniższy stopniem więzień, dostał klasę D, miał dozwoloną jedynie jedną wizytę w przeciągu pół roku, natomiast jego poczta była mocno ocenzurowana (korespondencja również była ograniczona do jednej w przeciągu sześciu miesięcy).
Więźniowie polityczni często uczestniczyli w strajkach głodowych (które były przez Mandelę uważane za nieskuteczne). Mandela w walce o poprawę warunków w więzieniach widział jeden z elementów walki z reżimem apartheidu. Więźniowie polityczni wywodzący się z ANC, wybrali go wraz z Sisulu, Govanem Mbeki i Raymondem Mhlabo do czteroosobowej rady ANC reprezentującej tę partię grupie Ulundi reprezentującej wszystkich więźniów politycznych na wyspie. Do organu Ulundi należeli też członkowie KP RPA i Yu Chi Chan Club. Zainicjował tzw. „Uniwersytet Robben Island”, na którym więźniowie wykładali wiedzę ze swoich dziedzin, dyskutowano na tematy np. polityki, homoseksualizmu. Mandela wielokrotnie wdawał się w zaciekłe kłótnie z marksistami takimi jak Mbeki i Harry Gwala. Choć co niedzielę uczęszczał na mszę świętą to w trakcie pobytu w więzieniu zainteresował się islamem, o którym się uczył. Mając nadzieję na zbudowanie wzajemnego szacunku ze strażnikami rozpoczął naukę języka afrikaans. Z Mandelą spotkał się szereg oficjalnych gości. Najbardziej znaczącymi spośród nich byli Helen Suzman, przedstawicielka parlamentarnej liberalnej Partii Postępowej, która to broniła Mandelę i domagała się jego uwolnienia. We wrześniu 1970 spotkał się z nim parlamentarzysta brytyjskiej Partii Pracy, Dennis Healey. Minister sprawiedliwości RPA Jimmy Kruger, próbował odwiedzić go w grudniu 1974, jednakże spotkanie nie zostało zrealizowane. W 1968 odwiedziła go jego matka, która zmarła wkrótce po tym. W następnym roku w wypadku samochodowym zginął jego pierworodny syn, Thembi. Mandeli zabroniono uczestniczenia w pogrzebie syna. Jego żona była w stanie go odwiedzać stosunkowo rzadko. Regularnie siedziała ona w więzieniu za działalność polityczną. Jego córka odwiedziła go natomiast w grudniu 1975 roku. Gdy Winnie wyszła z więzienia w 1977, wkrótce po tym została zmuszona do przymusowego zamieszkania w Brandfort. Uniemożliwiło to więc kontakt między małżonkami.
Od 1967 roku warunki w więzieniach poprawiły się, więźniowie dostali czarne spodnie, a nie jak dotychczas szorty, dozwolone zostały gry, a średnia jakość ich jedzenia została podniesiona. Mandela po latach komentował, że piłka nożna sprawiła, że więźniowie „czuli, że żyją” i „triumfowali pomimo sytuacji w jakiej się znaleźli”. W 1969 roku Gordon Bruce opracował plan ucieczki Mandeli, został on jednak porzucony po infiltracji przez agenta Biura Bezpieczeństwa Państwowego RPA (BOSS), który miał nadzieję na zastrzelenie Mandeli podczas próby ucieczki. W 1970 r. nowym dowódcą więzienia został Piet Badenhorst. Mandela zaobserwował za jego rządów wzrost przemocy fizycznej i psychicznej względem więźniów. Walczył on wówczas o przeniesienie Badenhorsta. Udało mu się to, a nowym komandorem został Willie Willemse, który dążył do poprawy norm więziennych i starał się wypracować z Mandelą. Od 1975 Mandela stał się więźniem klasy A. Pozwoliło mu to na zwiększenie liczby wizyt i korespondencji. Dzięki temu korespondował on z antyapartheidowskimi działaczami, tj. z wodzem zuluskim Mangosuthu Buthelezim i biskupem Desmondem Tutu. W 1975 zaczął spisywać swoją autobiografię, którą przemycił do Londynu, władzom więziennym udało się znaleźć jednak kilka stron książki. Po demaskacji poświęcił swój wolny czas na czytanie i ogrodnictwo, a w 1980 roku zdobył stopień naukowy LLB.
Pod koniec lat 60. Mandela został przyćmiony przez Steve Biko i Black Consciousness Movement (BCM). BCM widząc ANC jako organizację nieskuteczną wezwała do akcji bojowej, jednakże po powstaniu w Soweto z 1976, wielu aktywistów grupy trafiło do więzienia na wyspie. Mandela starał się budować relacje z młodymi radykałami, choć był krytyczny wobec występujących pośród nich rasistowskich poglądów i pogardy dla białych działaczy antyapartheidowskich. Do ponownego zainteresowania jego losem na arenie międzynarodowym doszło w lipcu 1978 gdy obchodził swoje 60. urodziny. Otrzymał on wówczas doktorat honoris causa w Lesotho. W 1979 roku przyznano mu indyjską Nagrodę Jawaharlala Nehru, a w 1981 statut Freedom of the City szkockiego miasta Glasgow. W marcu 1980 roku dziennikarz Percy Qoboza wymyślił slogan „Free Mandela!”, który wywołał międzynarodową kampanię, w wyniku której Rada Bezpieczeństwa ONZ wezwała do uwolnienia więzionego działacza. Mimo rosnącej z zagranicy presji, rząd odmówił uwolnienia polityka powołując się przy tym na zdanie potężnych zimnowojennych sojuszników, prezydenta USA, Ronalda Reagana i premiera Wielkiej Brytanii, Margaret Thatcher, którzy popierali stłumienie ruchu ANC, a samego Mandelę uznawali za komunistycznego terrorystę.

#### Więzienie w Pollsmoor

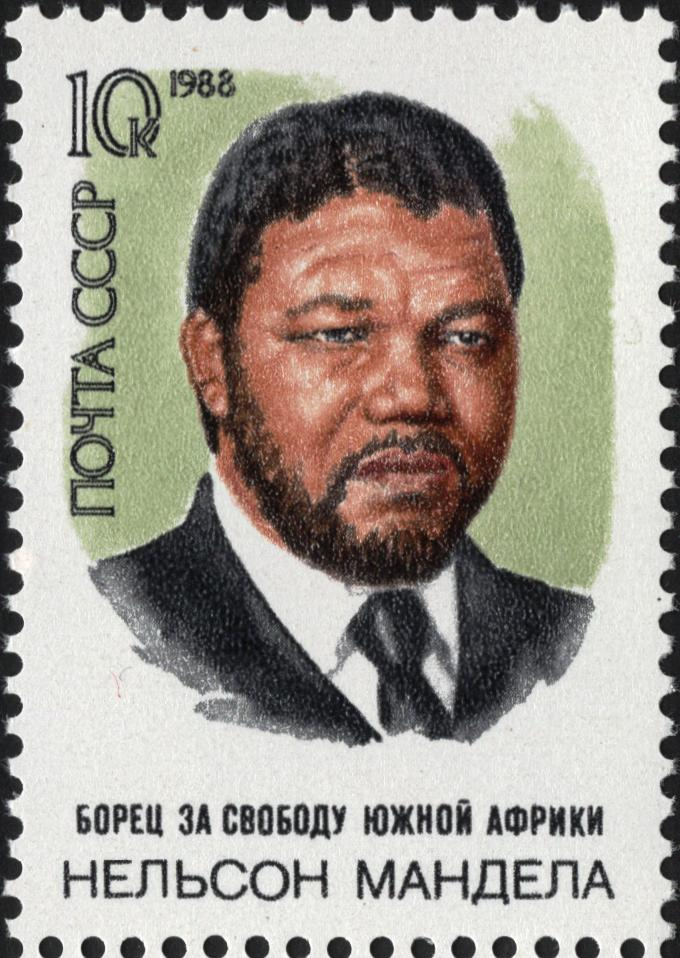
Nelson Mandela – Bojownik o wolność, radziecki znaczek pocztowy z 1988 roku

W kwietniu 1982 został przeniesiony do więzienia Pollsmoor w Tokai w Kapsztadzie. Wraz z nim przeniesieni zostali weterani ANC Walter Sisulu, Andrew Mlageni, Ahmed Kathrada i Raymond Mhlaba. Wierzyli oni, że są izolowani przez rząd w celu usunięcia ich wpływu na młodych działaczy. Warunki w Pollsmoor były lepsze niż na Robben Island, choć Mandeli brakowało znajomych i krajobrazu wyspy. Mandela żył dobrze z dowódcą Poolsmoor, brygadierem Munro. Munro pozwolił mu stworzyć własny ogród na dachu. W nowym więzieniu mógł więcej czytać, a liczbę jego listów wysłanych w ciągu roku zwiększono do 52. Został mianowany patronem wielorasowego Zjednoczonego Frontu Demokratycznego (UDF) założonego w okresie reform Pietera Willema Botha. Rząd Partii Narodowej Botha pozwolił kolorowym i Hindusom na głosowanie do własnych parlamentów, które miały kontrolę nad edukacją, służbą zdrowia i mieszkalnictwem. Z systemu wykluczono jednak czarnych Afrykanów. Tak jak Mandela, UDF widziało to jako próbę podzielenia ruchu antyapartheidowskiego według linii podziału rasowego. Przemoc w całym kraju nasiliła się, a wiele osób obawiało się wybuchu wojny domowej. Pod presją opinii międzynarodowej, banki światowe zatrzymały swoje inwestycje w kraju, co doprowadziło do stagnacji gospodarczej. Liczne banki, a nawet premier Thatcher pytały Bothę o możliwość uwolnienia Mandeli w celu rozładowania niestabilnej sytuacji. Jednocześnie banki, jak i premier uważały Mandelę za niebezpiecznego „arcymarksistę”. W lutym 1985 roku Botha zaproponował mu wyjście z więzienia pod warunkiem bezwarunkowego odrzucenia przemocy jako broni politycznej. Mandela odrzucił ofertę, a jego córka Zindzi przedstawiła jego oświadczenie, w którym stwierdzono, że nie zgadza się on na własną wolność jeśli organizacja ANC dalej pozostaje zakazana.
W 1985 roku przeszedł operację powiększonej prostaty. Po tym spotkał się z „siedmioma osobistościami” – delegacją międzynarodową wysłaną do wynegocjowania porozumienia. Rząd Botha odmówił jednak współpracy, a w czerwcu wprowadził stan wyjątkowy i zainicjował stłumienie mających miejsce w kraju zamieszek. Antyapartheidowski ruch oporu ANC w 1986 dokonał 231 ataków zbrojnych, a w 1986 235 następnych. Rząd wykorzystał do walki z ANC armię i prawicowe bojówki. Potajemnie zaczęto finansować nacjonalistyczny zuluski ruch Partia Wolności Inkatha, który rozpoczął ataki w kierunku członków ANC. Mandela rozpoczął rozmowy z premierem, które jednak zostały zaniechane. W 1987 roku potajemnie spotkał się z ministrem sprawiedliwości Kobie Coetsee. W ciągu kolejnych trzech lat odbyło się 11 kolejnych spotkań. Coetsee wynegocjował rozmowy pomiędzy Mandelą a czterema przedstawicielami rządu. Rozmowy rozpoczęły się w maju 1988. Zespół rządowy zgodził się na uwolnienie więźniów politycznych i legalizację ANC pod warunkiem, że organizacja na stałe odrzuci przemoc jako walkę polityczną, zerwie więzi z KP RPA i nie będzie domagać się w rządzie większości. Mandela odrzucił te warunki, stwierdził iż ANC zakończy walkę zbrojną jeśli również rząd wyrzeknie się przemocy. 70. urodziny działacza w lipcu 1988 przyciągnęły międzynarodową uwagę, co widoczne było zwłaszcza na koncercie Nelson Mandela 70th Birthday Tribute na londyńskim Wembley. Chociaż na całym świecie prezentowano go jako postać heroiczną, on sam stanął w obliczu problemów osobistych po tym gdy przywódcy ANC poinformowali go o tym, że Winnie miała być szefem grupy przestępczej o nazwie „Mandela United Football Club”. Choć niektórzy działacze zachęcali go do rozwodu, on postanowił pozostać wierny żonie do czasu aż zostałaby ona uznana przez sąd za winną.

#### Więzienie w Victor Verster i uwolnienie
W wilgotnych warunkach celi nabawił się gruźlicy. W grudniu 1988 został przeniesiony do zakładu karnego w pobliżu Victor Verster Paarl. W tym samym roku został umieszczony w komfortowych warunkach w odrębnym domu z osobistym kucharzem. Wolny czas wykorzystał aby zakończyć swój stopień LLB. W domu mógł przyjmować wielu gości, tj. działaczy antyapartheidowskich i długoletniego przyjaciela, Harry Schwarza. Mandela zorganizował tajną komórkę komunikacji z wygnanym przywódcą ANC, Oliverem Tambo. W 1989 roku Botha doznał udaru mózgu, zachował przewodnictwo państwa jednakże ustąpił jako lider Partii Narodowej i został zastąpiony przez konserwatywnego Frederika Willema de Klerka. Niespodziewanie Botha zaprosił Mandelę w lipcu 1989 na spotkanie przy herbacie. Sześć miesięcy później Botha został zastąpiony jako prezydent przez de Klerka. Nowy prezydent chciał doprowadzić do bezwarunkowego uwolnienia wszystkich więźniów ANC z wyjątkiem Mandeli.
Po upadku muru berlińskiego w listopadzie 1989, de Klerk wraz ze swoim gabinetem wspólnie debatował nt. legalizacji ANC i uwolnienia Mandeli. Chociaż niektórzy działacze byli zdecydowanie przeciwni jego planom, de Klerk spotkał się w grudniu z Mandelą. Spotkanie przebiegało w przyjaznej atmosferze, a de Klerk 2 lutego 1990 roku zezwolił na bezwarunkowe wypuszczenie Mandeli i legalizację wszystkich wcześniej zakazanych partii politycznych. Wkrótce potem, po raz pierwszy od 20 lat, zezwolono na publikację w RPA fotografii Mandeli. Victor Verster opuścił w dniu 11 lutego. Trzymając swoją żonę za rękę, opuścił więzienie witany przez tłumy zwolenników i przedstawicieli prasy. Wydarzenie to było transmitowane na żywo na całym świecie. Wraz z tłumem udał się do ratusza w Kapsztadzie, gdzie wygłosił przemówienie, w którym zadeklarował swoje zaangażowanie na rzecz pokoju i pojednania z białą mniejszością. Jednocześnie stało się jasne, że walka zbrojna ANC nie skończyła się i nadal będzie prowadzana jako „działania czysto obronne przeciwko przemocy apartheidu”. Wyraził też nadzieję, że rząd zgodzi się na negocjacje tak, aby obyło się bez konieczności walki zbrojnej. Podkreślił, że jego głównym celem jest przyniesienie wolności czarnej większości i zdobycia dla niej prawa głosu w wyborach samorządowych i krajowych. Zatrzymał się w domu biskupa Desmonda Tutu, w następnych dniach spotkał się z przyjaciółmi, dziennikarzami i działaczami politycznymi oraz wygłosił przemówienie na First National Bank Stadium w Johannesburgu, które wysłuchało 100 tysięcy zgromadzonych na miejscu ludzi.

### Likwidacja apartheidu

#### Wczesne negocjacje

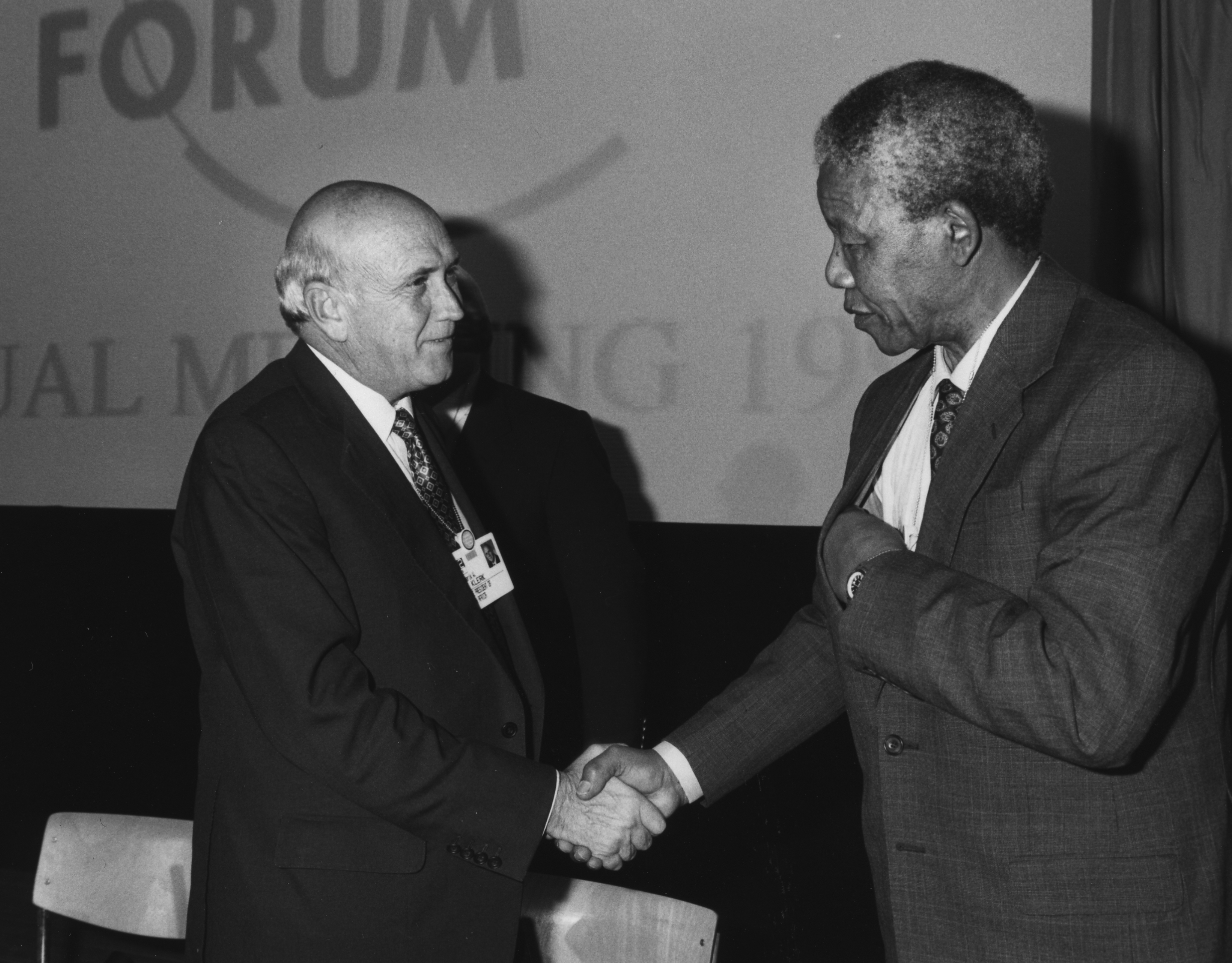
Mandela i de Klerk na Światowym Forum Ekonomicznym w 1992

Po uwolnieniu udał się w trasę po Afryce na spotkania z sympatykami i politykami w Zambii, Zimbabwe, Namibii, Libii i Algierii. Następnie udał się do Szwecji, gdzie spotkał się z Tambo, a potem do Londynu na Wembley odbył się koncert Nelson Mandela: An International Tribute for a Free South Africa. Zachęcał rządy innych krajów do wsparcia sankcji wobec rządu apartheidu, we Francji przyjęty został przez prezydenta François Mitterranda, w Watykanie przez papieża Jana Pawła II. W Wielkiej Brytanii poznał osobiście Margaret Thatcher. W Stanach Zjednoczonych spotkał się z prezydentem George’em H.W. Bushem, przemawiał przed obiema izbami Kongresu i odwiedził osiem miast tego kraju. Mandela stał się szczególnie popularny wśród afroamerykańskiej społeczności USA. Na Kubie spotkał prezydenta Fidela Castro, którego od dawna podziwiał i szybko się z nim zaprzyjaźnił. W Indiach spotkał prezydenta Ramaswamy Venkataramana, w Indonezji Suharto, w Malezji premiera Mahathira Mohamada, a w Australii Boba Hawke’a. Odwiedził również Japonię, nie odwiedził natomiast Związku Radzieckiego będącego długoletnim zwolennikiem ANC. W maju 1990 doprowadził wielorasową delegację ANC do wstępnych negocjacji z delegacją 11 Afrykanerów reprezentujących rząd. W wyniku negocjacji rząd zniósł stan wyjątkowy, w sierpniu natomiast Mandela uznając słabość militarną ANC zaproponował rządowi zawieszenie broni (miało to miejsce w okresie wzmożonej krytyki rządu w Pretorii przez działaczy paramilitarnej MK). Spędził wiele czasu starając się zjednoczyć i zbudować ANC jako legalną formację. W grudniu wziął udział w konferencji w Johannesburgu, w której udział wzięło 1600 osób. Wielu działaczy ujrzało w Mandeli osobę bardziej umiarkowaną niż oczekiwano. Na krajowej konferencji w Durbanie w lipcu 1991 roku wybrany został prezydentem ANC, na stanowisku zastąpił chorego Tambo. Na konferencji powołano też 50-osobową, wielorasową i zróżnicowaną płciowo egzekutywę narodową.
Otrzymał biuro w nowo zakupionej siedzibie ANC w Shell House w centrum Johannesburga. Wraz z Winnie przeniósł się do jej dużego domu w Soweto. Ich związek stał się coraz bardziej napięty po tym gdy dowiedział się o jej romansie z Dali Mpofu, mimo tego wsparł ją w trakcie procesu o porwanie i pobicie. Pieniądze na jej obronę zdobył z Funduszu Obrony i Pomocy dla Afryki Południowej i od przywódcy Libii, Mu’ammara al-Kaddafiego. Mimo starań w czerwcu 1991 roku została ona uznana za winną i skazana na sześć lat więzienia, nie poskutkowały też dwie apelacje. 13 kwietnia 1992 roku Mandela publicznie ogłosił swoje rozstanie z Winnie. ANC zmusiło ją do ustąpienia z zarządu krajowego partii za sprzeniewierzenie funduszy partii. Sam Mandela przeniósł się do zamieszkanego w większości przez białych przedmieścia Johannesburga, Houghton. Reputacja Mandeli została dodatkowo nadszarpnięta przez wzrost przemocy między czarnymi, w szczególności na skutek starć między zwolennikami ANC i Inkatha w KwaZulu-Natal, w wyniku których zginęło tysiące osób. Aby uniknąć dalszych starć Mandela spotkał się z liderem Inkatha, Buthelezim jednakże ANC uniknęła dalszych negocjacji w tej sprawie. Miejscowe władze ANC oskarżały zuluskich nacjonalistów o współpracę z CIA i o kontrrewolucję, sam Mandela oskarżył Inkathę o pełnienie funkcji „trzeciej siły” służb państwowych i napędzanie „rzezi ludu”. Po masakrze w Sebokeng otwarcie oskarżył o jej spowodowanie prezydenta de Klerka. We wrześniu 1991 w Johannesburgu odbyła się ogólnokrajowa konferencja pokojowa, na której Mandela, de Klerk i Buthelezi podpisali porozumienie pokojowe, pomimo tego dalej dochodziło do aktów przemocy.

#### CODESA
Konwencja na Rzecz Demokratycznej Republice Południowej Afryki (CODESA) ruszyła w grudniu 1991 roku. Odbyła się w World Trade Center w Johannesburgu. Udział wzięło w niej 228 delegatów z 19 partii politycznych. Delegacją ANC przewodził Cyril Ramaphosa. Mandela jednak dalej pozostawał kluczową postacią. Gdy de Klerk potępił używanie przez ANC przemocy, Mandela określił de Klerka jako lidera „skompromitowanego reżimu mniejszości”. Rozmowy zostały zdominowane przez ANC i Partię Narodową, między którymi doszło do wypracowania niewielkich porozumień. CODESA 2 odbyła się w maju 1992. De Klerk zaproponował aby postapartheidowskie RPA stało się krajem federalnym z rotacyjną prezydencją (jego zdaniem w celu zapewnienia ochrony etnicznej mniejszości). Mandela opowiedział się natomiast za jednolitym systemem podlegającym większości obywateli. Po masakrze w Boipatong dokonanej na działaczach ANC przez bojówki Inkatha wspierane przez rząd, Mandela zrezygnował z negocjacji. Wziął udział w posiedzeniu Organizacji Jedności Afrykańskiej w Senegalu, w którym wezwał do zorganizowania specjalnej sesji Rady Bezpieczeństwa ONZ i zaproponował wysłanie do RPA sił pokojowych ONZ, które miały by zapobiec „terroryzmowi państwowemu”. ONZ wysłała do kraju specjalnego wysłannika, Cyrusa Vance, który miał pomóc w negocjacjach. Mandela wezwał do akcji masowej obywateli kraju, w sierpniu Kongres zorganizował największy w historii RPA strajk, a zwolennicy partii przemaszerowali przez ulice Pretorii. Po masakrze w Bisho, w której zginęło 28 zwolenników ANC i jeden żołnierz zabici przez Ciskei Defence Force w trakcie pokojowego marszu protestacyjnego, Mandela zdał sobie sprawę, że akcja masowa prowadzi do dalszej przemocy. W rezultacie we wrześniu wznowił negocjacje z rządem. Zażądał uwolnienia wszystkich więźniów politycznych i zakazania tradycyjnych broni zuluskich, co zapobiec miało atakom ruchu Inkatha na działaczy ANC. De Klerk będący pod coraz większą presją zgodził się na warunki. Uzgodniono, że odbędą się wielorasowe wybory, a w przeciągu pięciu lat rządził będzie rząd koalicyjny jedności narodowej i zespołu konstytucyjnego, zagwarantowano też wpływy Partii Narodowej. ANC przyznała również ochronę miejsc pracy białym urzędnikom, a udzielenie takiej koncesji przyniosło ostrą krytykę wewnątrz partii. Uzgodniono wprowadzenie tymczasowej konstytucji gwarantującej rozdzielenie uprawnień, utworzenie sądu konstytucyjnego, a kraj podzielono na dziewięć prowincji. Każda z nich otrzymała własną służbę cywilną i premiera. Było to efektem pogodzenia federalizmu de Klerka i centralizmu Mandeli. Proces demokratyzacji został zagrożony przez zintegrowanie w Concerned South Africans Group (COSAG) grup skrajnej prawicy afrykanerskiej, a także czarnych separatystów, tj. Inkatha. W czerwcu 1993 roku rasistowska organizacja białych, Afrikaner Weerstandsbeweging (AWB) dokonała zamachu na Kempton Park World Trade Centre. Następnie biały ekstremista zabił jednego z przywódców ANC, Chrisa Haniego w zamiarach mając też dokonanie zamachu na samego Nelsona Mandelę.
Mandela starał się uspokoić zamieszki poprzez przemówienia. Wkrótce potem pojawił się na mszy żałobnej w Soweto z okazji śmierci Tambo, który zmarł z powodu udaru. W lipcu 1993 roku, zarówno Mandela i de Klerk odwiedzili USA. Spotkali się tam z prezydentem Billem Clintonem, a każdy z nich odebrał Medal Wolności. Wkrótce potem zostali w Norwegii wspólnie nagrodzeni Pokojową Nagrodą Nobla. Pod wpływem młodego przywódcy ANC, Thabo Mbekiego, rozpoczął spotkania z kluczowymi przedstawicielami świata biznesu i zrezygnował ze swoich planów nacjonalizacji, obawiając się odstraszenia wielu niezbędnych inwestycji zagranicznych. Za te decyzje krytykowany był przez socjalistycznych członków ANC. W styczniu 1992 roku na Światowym Forum Ekonomicznym w Szwajcarii był zachęcany przez członków wietnamskiej i chińskiej partii komunistycznej do przyjęcia modelu przedsiębiorstw prywatnych. Epizodycznie wystąpił w filmie jako nauczyciel recytujący Malcolma X w końcowym scenie filmu Malcolm X z 1992 roku.

#### Wybory w 1994

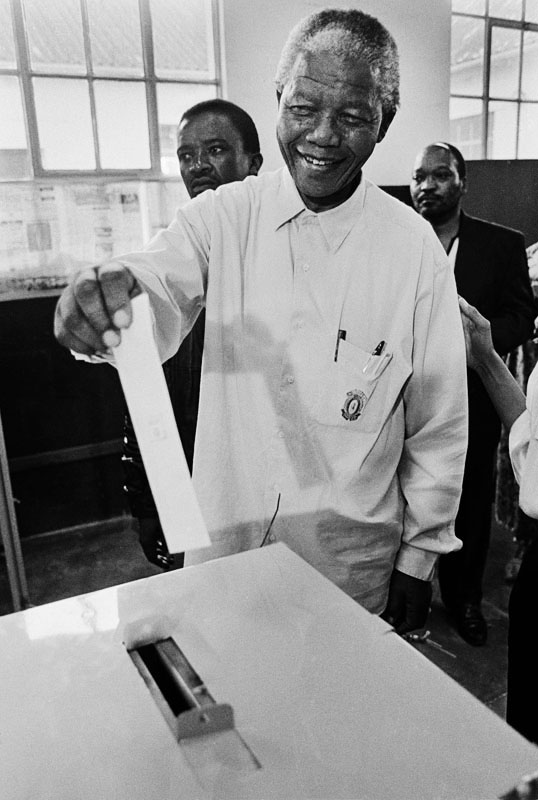
Mandela oddający głos w 1994

Wybory generalne odbyły się 27 kwietnia 1994 roku. ANC rozpoczęła kampanię i otworzyła w całym kraju 100 biur wyborczych. Doradcą wyborczym partii został Stanley Greenberg. Greenberg zaaranżował budowy Forum Ludowych, na których pojawiał się Mandela. Był on popularną postacią, szczególnie darzoną sympatią wśród czarnych mieszkańców kraju. ANC zapowiedziała utworzenie Programu Odbudowy i Rozwoju (PROW), w ramach projektu w przeciągu pięciu lat miano wybudować milion nowych domów, wprowadzić powszechną i bezpłatną naukę oraz rozszerzyć dostęp do wody i energii elektrycznej. Hasłem ANC było „lepsze życie dla wszystkich”. Prasa z wyjątkiem Weekly Mail i New Nation opowiedziała się za Partią Narodowa lub Demokratyczną obawiając się dalszej eskalacji konfliktów etnicznych. Mandela poświęcił wiele czasu na zbieranie funduszy dla ANC, tournée w Ameryce Północnej, Europie i Azji, gdzie spotkał wielu zamożnych darczyńców (w tym byłych zwolenników reżimu apartheidu). Przed wyborami opowiedział się za redukcją wieku głosowania z 18 do 14 lat co zostało odrzucone przez jego partię i stało się przedmiotem kpin. Po starciach pod Bop i masakrze w Shell House dokonanych z udziałem odpowiednio AWB i Inkatha, obawiając się, że do niedoprowadzenia do wyborów doprowadzi COSAG, spotkał się z politykami i generałami afrykanerskimi, w tym PW. Bothą, Pik Bothą i Constandem Viljoenem, przekonał wielu z nich do udziału w systemie demokratycznym. Z kolei de Klerk przekonał Butheleziego do tego aby zamiast rozpocząć wojnę secesjonistyczną, Inkatha wzięła udział w demokratycznych wyborach. Jako liderzy dwóch głównych partii, de Klerk i Mandela pojawili się w telewizyjnej debacie. W trakcie wyborów doszło do aktów przemocy, komórka terrorystyczna AWB w zamachu z udziałem samochodu pułapki zabiła 20 osób. Jak powszechnie oczekiwano, wybory wygrała ANC, która zdobyła 62% (tuż przed większością dwóch trzecich głosów potrzebnych do jednostronnej zmiany konstytucji). ANC zwyciężyło również w siedmiu krajach związkowych, w po jednym z nich zwyciężyła natomiast Inkatha i Partia Narodowa. Sam Mandela zagłosował w komisji w Ohlange High School w Durbanie. Choć zwycięstwo ANC zapewniło jego wybór na prezydenta, przyznał publicznie, że w trakcie wyborów dochodziło do aktów sabotażu i oszustw.

### Prezydencja
Pierwszym aktem nowo wybranego Zgromadzenia Narodowego było formalnie wybranie Mandeli na prezydenta. Jego inauguracja odbyła się w Pretorii w dniu 10 maja 1994 roku, a impreza ta emitowana była przez telewizje na całym świecie. W przyjęciu udział wzięło 4000 osób, w tym światowi liderzy wywodzący się z odmiennych środowisk. Stanął na czele rządu jedności narodowej zdominowanego przez ANC z udziałem Partii Narodowej i Inkatha. Zgodnie z przejściową konstytucję, Partia Narodowa i Inkatha były uprawnione do zajęcia miejsc w rządzie dzięki zdobyciu przynajmniej 20 miejsc. Zgodnie z wcześniejszymi ustaleniami, pierwszym zastępcą prezydenta został de Klerk, drugim natomiast Thebo Mbeki. To właśnie na Mbekim polegał w dużej mierze, pozwalając mu organizować szczegóły rządowej polityki. Sam przeprowadził się do Kancelarii Prezydenta w Tuynhuys w Kapsztadzie, de Klerkowi pozwolił zachować rezydencję prezydencką w posiadłości Groote Schuur. Mandela posiadał też dom w rodzinnej wsi Qunu, którą odwiedzał regularnie spacerując po okolicy, spotykając się z tamtejszymi mieszkańcami i sądząc plemienne spory. W wieku 76 lat w obliczu różnych dolegliwości dalej wykazywał się sporą energią, jednakże czuł się odizolowany i samotny. Często spotykał się z gwiazdami takimi jak choćby Michael Jackson, Whoopi Goldberg i Spice Girls. Zaprzyjaźnił się też z bogatymi biznesmenami jak np. Harry Oppenheimer z kompanii Anglo-Amerykańskiej, a także z królową Wielkiej Brytanii, Elżbietą II, która odwiedziła RPA w marcu 1995 w ramach wizyty państwowej. Był za to poddany silnej krytyce ze strony antykapitalistów wewnątrz ANC. Mimo bogatego otoczenia mieszkał w prostocie, a jedną trzecią rocznego dochodu przezywał na Fundusz na Rzecz Dzieci Nelsona Mandeli, który założył w 1995 roku. Choć był zwolennikiem i działaczem na rzecz wolności pracy i przyjacielem wielu dziennikarzy, był krytyczny wobec większości mediów w kraju, zwracał przy tym uwagę, że są one prowadzone zazwyczaj przez wywodzących się z klasy średniej białych i koncentrują się one zbytnio na sianiu paniki wokół problemu przestępczości. Po objęciu prezydentury zmieniał swój strój po kilka razy dziennie, jednym z jego znaków rozpoznawczych była koszula Batik znana jako „koszula „Madiby”, koszula ta noszona była przez niego również przy formalnych okazjach. W grudniu 1994 opublikowana została autobiografia Mandeli o nazwie Long Walk to Freedom. Pod koniec 1994 wziął udział w 49. konferencji ANC w Bloemfontein, na którym wybrana została bardziej wojownicza Egzekutywa Narodowa, w której znalazła się Winnie Mandela. Winnie choć wyraziła chęć pogodzenia się z mężem, Nelson w sierpniu 1995 rozpoczął postępowanie rozwodowe, a w tym samym roku zawarł związek z o 27 lat młodszą mozambicką działaczką wywodzącą się z narodowowyzwoleńczego ruchu FRELIMO, Graçą Machel, a zarazem wdową po byłym prezydencie tego kraju Samorą Machelem. Poznali się po raz pierwszy w lipcu 1990 roku gdy była ona jeszcze pogrążona w żałobie. Ich przyjaźń przerodziła się w partnerstwo, a Machela uczestniczyła w wielu zagranicznych wizytach Nelsona. Co prawda odrzuciła pierwszą propozycję Mandeli dotyczącą małżeństwa, co spowodowane było chęcią zachowania pewnej niezależności i dzieleniem czasu pomiędzy Mozambikiem a Johannesburgiem.

#### Pojednanie narodowe
Przewodnicząc przejściu od rządów mniejszości do demokracji wielokulturowej, Mandela widział w pojednaniu narodowym podstawowe zadanie swojej prezydentury. Po obejrzeniu innych postkolonialnych gospodarek afrykańskich uszkodzonych po wyjeździe białych elit, starał się uspokoić białą ludność kraju i sprawił, że była ona chroniona i reprezentowana. Starał się stworzyć jak najszerszą koalicję z de Klerkiem jako pierwszym wiceprezydentem. Inni urzędnicy Partii Narodowej mianowani zostali ministrami rolnictwa, energii, środowiska, minerałów i energii, a Buthelezi został ministrem spraw wewnętrznych. Pozostałe pozycje zostały zajęte przez członków ANC, wielu z nich, tj. Joe Modise, Alfred Nzo, Joe Slovo, Mac Maharaj i Dullah Omar było dawnymi towarzyszami Mandeli, skoro inni tacy jak Mboweni i Jeff Radebe byli od nich o wiele młodsi. Relacje Mandeli z de Klerkiem pozostały napięte, Mandela uważał, że de Klerk celowo zachowuje się prowokacyjnie, a de Klerk czuł, że został celowo upokorzony przez prezydenta. W styczniu 1995 roku Mandela mocno skarcił go za udzielenie amnestii 3500 policjantom tuż przed wyborami, a później krytykował go za obronę oskarżonego o morderstwo byłego apartheidowskiego ministra obrony Magnusa Malana. Osobiście spotkał się z wyższymi działaczami reżimu apartheidu, w tym z prawnikiem Percym Yutarem i Betsie Schoombie, wdową po Hendriku Verwoerdzie. Podkreślał przy tym osobiste przebaczenie i pojednanie. W 1995 RPA była gospodarzem Puchara Świata w Rugby (choć on sam wcześniej nienawidził miejscowej drużyny rugby, Springboks). Gdy Springboks wygrali mecz finałowy z Nową Zelandią, w ceremonii wręczenia trofeum za zwycięstwo uczestniczył prezydent ubrany w koszulkę Springboks z nazwiskiem kapitana drużyny Francois Pienaara i numerem 6 na plecach. Mandela do swojej śmierci był przyjacielem Pienaara, został nawet ojcem chrzestnym jednego z synów rugbysty. Było to powszechnie postrzegane jako ważny krok w pojednaniu białych i czarnych mieszkańców RPA, jak ujął to później de Klerk „Mandela podbił serca milionów białych fanów rugby”. Wysiłki Mandeli w kierunku pojednania złagodziły obawy białych, ale przysporzyły mu krytyki ze strony radykalniejszych czarnych. Jego była żona, Winnie, oskarżyła ANC o to, że bardziej niż o pomoc czarnym mieszkańcom zainteresowana jest uspokojeniem białych mieszkańców. Nadzorował utworzenie Komisji Prawdy i Pojednania mającą na celu zbadanie zbrodni popełnionych w ramach apartheidu przez rząd i ANC. Przewodniczącym Komisji został biskup Desmond Tutu. Aby zapobiec powstawaniu męczenników Komisja przyznawała indywidualne amnestie w zamian za zeznania na temat zbrodni popełnionych w czasach apartheidu. Komisja wydała ostateczne sprawozdanie w październiku 1998 roku, w sprawozdaniu opisano mające miejsce w tym okresie tortury, zamachy, zabójstwa i gwałty. Mandela pochwalił pracę Komisji stwierdzając, że „pomogła nam odejść od przeszłości i skupić się na teraźniejszości i przyszłości”.

#### Polityka wewnętrzna
Nowa administracja odziedziczyła kraj z ogromną różnicą w zamożności między społecznościami białych i czarnych. Na 40 milionów mieszkańców, około 23 milionom brakowało energii elektrycznej lub urządzeń sanitarnych, 12 milionom brakowało czystych zasobów wodnych, 2 miliony dzieci nie uczęszczały do szkoły, a jedna trzecia populacji była analfabetami. Bezrobocie wynosiło 33%, a prawie połowa ludności żyła poniżej granicy ubóstwa. Rezerwy finansowe państwa były na wyczerpaniu, jedną piątą budżetu państwa przeznaczano na spłatę zadłużenia. W rezultacie zmniejszono zakres obiecywanego Programu Rozwoju i Odbudowy (PROW) należało też zrezygnować z propozycji dotyczących tworzenia miejsc pracy i nacjonalizacji. W zamian za to rząd przyjął liberalną politykę gospodarczą mającą na celu promowanie inwestycji zagranicznych, w ten sposób zastosował się do „konsensusu waszyngtońskiego”, wspieranego przez Bank Światowy i Międzynarodowy Fundusz Walutowy.

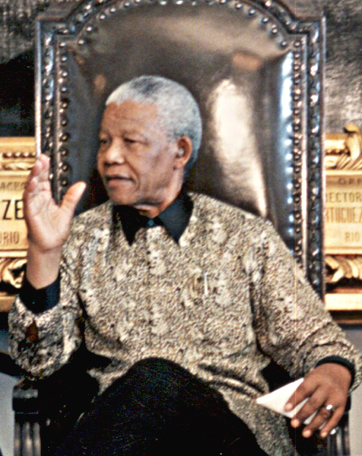
Mandela w Brazylii w 1994 roku

Mimo liberalizmu gospodarczego, w czasie prezydentury wydatki socjalne wzrosły w okresie 1996-97 o 13%, 1997-98 o tyle samo procent, natomiast w 1998-99 o 7%. Rząd wprowadził parytet w formie dotacji dla stypendiów, opłat dla dzieci i dla niepełnosprawnych oraz emerytur, które wcześniej były ustawione na różnych poziomach w zależności od grupy rasowej. W 1994 roku wprowadzono bezpłatną opiekę zdrowotną dla dzieci do lat sześciu i kobiet w ciąży. Możliwość korzystania ze służby rozszerzono do wszystkich mieszkańców w 1996 roku. W wyborach w 1999 roku ANC mogło pochwalić się, że na skutek polityki partii, trzy miliony osób zostało podłączonych do linii telefonicznych, półtora miliona dzieci zostało wprowadzonych do systemu edukacji, a 500 klinik zostało zmodernizowanych lub wybudowanych, 2 miliony ludzi zostało podłączone do sieci elektrycznej, dostęp do wody został zwiększony do 3 milionów ludzi i zbudowanych zostało 750 tysięcy domów dla prawie trzech milionów ludzi. Ustawa o Restytucji Działek z 1994 roku przywróciła ziemię ludziom, którzy utracili swój majątek na skutek Ustawy o Ziemi Tubylców z 1913 roku. Ustawa doprowadziła do rozliczenia dziesiątek tysięcy roszczeń o ziemię. Akt Reformy Ziemi 3 z 1996 chronił prawa osób utrzymujących gospodarstwa rolne i zapewnił im ochronę przed eksmisjami bez nakazu sądowego lub w podeszłym wieku (powyżej 65 lat). Ustawa o Umiejętnym Rozwoju z roku 1998 przewidywała ustanowienie mechanizmów finansowania i wspierania rozwoju umiejętności w miejscu pracy. Ustawa o Stosunkach Pracy z 1995 promowała demokrację w zakładach pracy, umowy zbiorowe oraz uporządkowane i skuteczne rozstrzyganie sporów pracowniczych. Ustawa o Podstawowych Warunkach Zatrudnienia z 1997 poprawiła sytuacje pracowników, a kolejna ustawa z 1998 położyła kres dyskryminacji i zapewniła realizację pozytywnych działań w miejscu pracy.
Doprowadził także do dużych zmian społecznych. W 1996 roku poparł ustawę liberalizującą prawo aborcyjne. W 1998 roku zdepenalizował Kontakty homoseksualne. Od 1996 roku orientacja seksualna jest jedną z kategorii chronionych przed dyskryminacją w konstytucji kraju. Ponadto od 1996 roku geje, lesbijki i biseksualiści nie są wykluczeni ze służby wojskowej z powodu swojej orientacji seksualnej. Przepisy chroniące przed dyskryminacją na podstawie orientacji seksualnej w miejscu pracy pojawiły się w prawodawstwie państwa w 1998 roku. Krytycy, tacy jak Edwin Cameron, oskarżali rząd Mandeli o to, że robi niewiele, aby powstrzymać pandemię HIV/AIDS w tym kraju. W 1999 roku, 10% ludności RPA była nosicielami wirusa HIV. Mandela później przyznał, że osobiście zaniedbał problem. Był też krytykowany za brak wystarczających środków w zwalczaniu przestępczości (kraj był pod względem wskaźnika przestępczości jednym z najwyżej usytuowanych na świecie) – było to głównym powodem emigracji 750 tysięcy białych mieszkańców kraju pod koniec lat 90. Zdaniem krytyków prezydentowi nie udało się też wyeliminować problemu korupcji.

#### Polityka zagraniczna

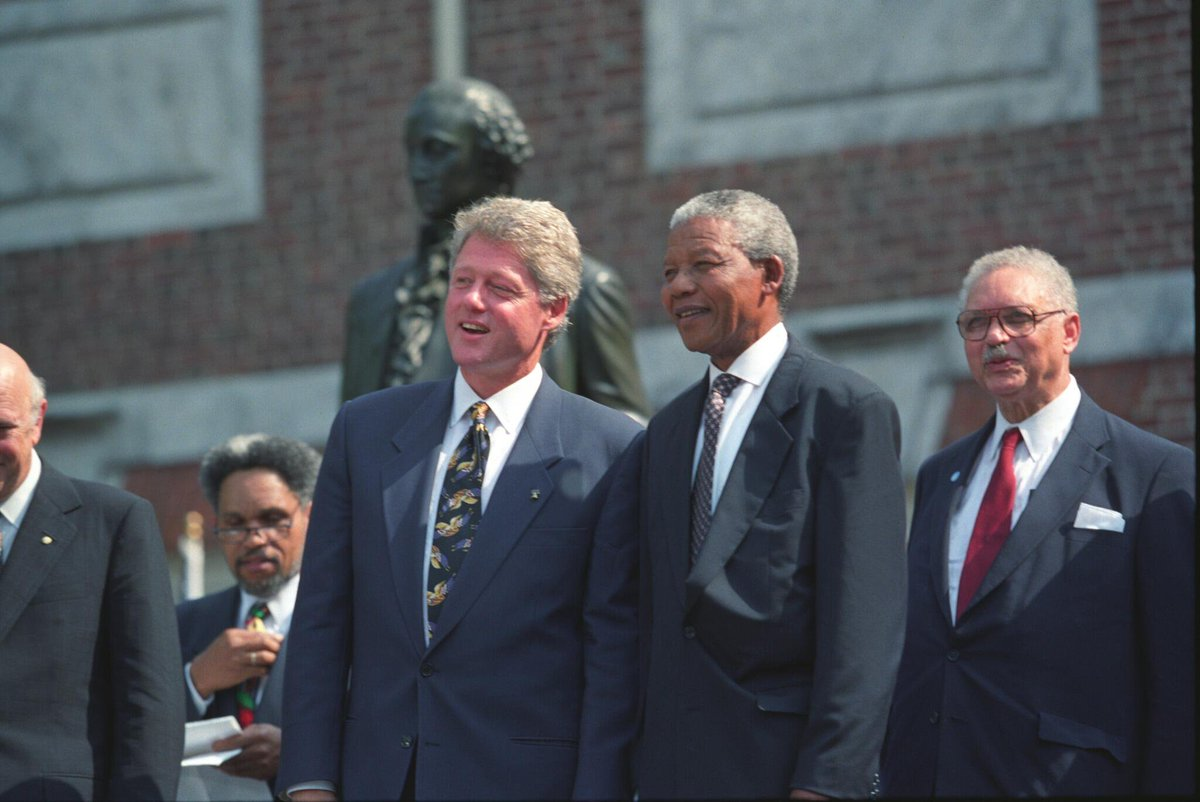
Mandela i Bill Clinton

Zachęcał inne narody do rozwiązywania konfliktów na drodze dyplomacji i pojednania. Zgodnie z teorią Mbekiego, według którego miał mieć wówczas miejsce afrykański renesans, aktywnie zaangażował się w problemy kontynentu. Początkowo przyjął łagodne podejście dyplomatyczne względem junty wojskowej Sani Abacha w Nigerii, w późniejszym czasie po tym gdy reżim ten zaczął łamać prawa człowieka na większą skalę, stał się czołowym krytykiem Abacha i wzywał do międzynarodowych sankcji względem junty. W 1996 został mianowany przewodniczącym Wspólnoty Rozwoju Afryki Południowej (SADC) i zainicjował nieudane negocjacje w celu położenia kresu I wojnie domowej w Zairze (obecnie DR Konga).
Przeprowadził pierwszą postapartheidowską operację wojskową RPA, nakazując w 1998 roku wkroczenie swoim wojskom do Lesotho, gdzie ochronił rząd premiera Bethuel Pakalitha Mosisiliego. Po zwycięstwie Kongresu Lesotho na rzecz Demokracji w wyborach parlamentarnych w marcu 1998, w kraju odbyły się wówczas masowe protesty partii opozycyjnych, zakończone okupacją siedziby szefa rządu. W obliczu niepokojów społecznych, policja i król starali się nie dopuścić Mosisilego do władzy. Ten zwrócił się wówczas do państw Wspólnoty Rozwoju Afryki Południowej z prośbą o wsparcie, aby zapobiec nadciągającemu zamachowi stanu. 29 maja 1998 Mosisili został zaprzysiężony na stanowisku premiera Lesotho. W odpowiedzi na prośbę Mosisiliego RPA zaapelowała o wszczęcie dochodzenia w celu zbadania rzekomych wyborczych nieprawidłowości czego domagała się opozycja. W kraju trwały jednak dalej zamieszki społeczne. W tej sytuacji Nelson Mandela podjął decyzję o interwencji sił SANDF. Do kraju wkroczyło 600 żołnierzy z RPA oraz 200 żołnierzy botswańskich. „Operacja Boleas” (taki zyskała kryptonim) miała służyć „przywróceniu demokracji i rządów prawa”. Wojska południowoafrykańskie stacjonowały w Lesotho do maja 1999, jednak pomimo ich obecności w kraju dochodziło do licznych podpaleń i grabieży.
We wrześniu 1998 roku, na dorocznej konferencji która odbyła się tym razem w Durbanie, został mianowany sekretarzem generalnym Ruchu Państw Niezaangażowanych. Jako reprezentant ruchu, w kontekście konfliktu izraelsko-palestyńskiego skrytykował rząd Izraela jako reprezentujący „wąskie, szowinistyczne interesy”, ponadto wezwał Indie i Pakistan do negocjacji w celu zakończenia konfliktu w Kaszmirze. Za te działania był krytykowany zarówno przez rząd Izraela, jak i Indii. Zainspirowany boomem gospodarczym regionu Azji Wschodniej szukał poszerzenia stosunków gospodarczych z krajami regionu, a w szczególności z Malezją. Polityka ta załamała się nieco po kryzysie finansowym w Azji z 1997 roku. Kontrowersje na Zachodzie budziły jego bliskie relacje z prezydentem Indonezji Suharto, który oskarżany był o łamanie praw człowieka, prywatnie jednak Mandela namawiał go do wycofania się z długoletniej okupacji Timoru Wschodniego.
Podobna krytyka ze strony Zachodu spotkała Mandelę ze względu na jego osobistą przyjaźń z Fidelem Castro i Muammarem Kadafim. Castro cieszący się w RPA powszechnym uznaniem odwiedził ten kraj w 1998 roku. Z kolei Mandela odwiedził w tym samym roku Libię i spotkał się z Kadafim, któremu przyznał Order Dobrej Nadziei. Mandela uważał, że krytyka medialna i rządów zachodnich względem tych wizyt miała podtekst rasistowski. Miał nadzieję na rozwiązanie długotrwałego sporu między Libią a USA i Wielką Brytanią po osądzeniu w 1991 roku dwóch Libijczyków, Abdelbaseta al-Megrahiego i Lamina Khalifaha Fhimaha, którzy oskarżeni zostali o zamach nad Lockerbie. Mandela zaproponował osądzenie Libijczyków w państwie trzecim, zgodnie z jego postulatem proces odbył się w Camp Zeist w Holandii w kwietniu 1999 roku, a w jego wyniku jeden z dwóch mężczyzn został uznanych za winnego.
Kilkukrotnie skrytykował publicznie prezydenta USA Billa Clintona. Pomimo tego lubił go i osobiście wspierał podczas jego postępowania impeachmentu (usunięcia z rządu).

#### Wycofanie się z polityki

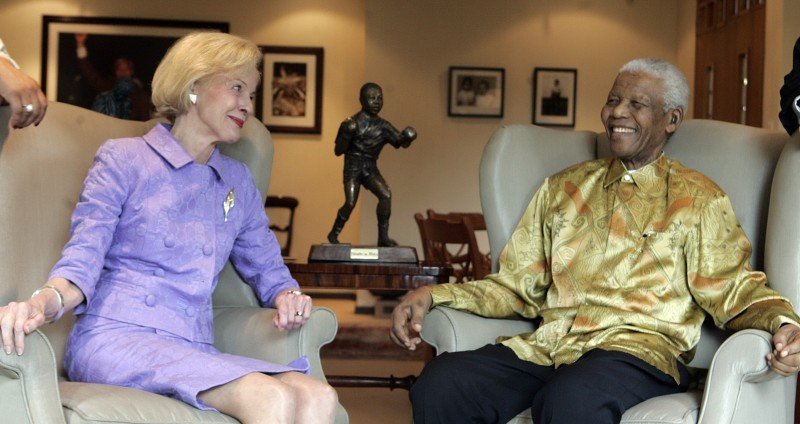
Mandela i gubernator generalna Australii, Quentin Bryce w 2009

Nowa konstytucja RPA została uzgodniona przez parlament w maju 1996 roku. Zapisano w niej szereg zmian, które wykształciły ostatecznie ustrój demokracji konstytucyjnej. De Klerk będący przeciwnikiem wdrożenia niniejszej konstytucji, w proteście wycofał się z koalicji rządowej. ANC przejęła miejsce posiadane dotychczas przez Partię Narodową, a de Klerka jako wiceprezydenta zastąpił Mbeki. Buthelezi na oznakę poprawy jego relacji z Mandelą został mianowany „pełniącym obowiązki prezydenta”. Na konferencji ANC z grudnia 1997 ustąpił z funkcji przewodniczącego ANC i choć miał nadzieję, że zastąpi go Ramaphosa, partia wybrała na to stanowisko Mbekiego, który jak przyznał Mandele stał się przez to faktycznym prezydentem kraju. W wyborach na zastępce przewodniczącego Mandela poparł kandydaturę Jaboca Zumy, Zulusa, który był w przeszłości więźniem na Robben Island. Zuma w wyborach zmierzył się z Winnie, której populistyczna retoryka zyskała w partii silne poparcie, Zuma pokonał ją jednak w głosowaniu. W lipcu 1998 roku w 80. urodziny, pod naciskiem swojego przyjaciela Desmonda Tutu ożenił się z Machelą co miało stanowić przykład dla młodych ludzi. W uroczystości udział wziął szereg zagranicznych dygnitarzy. Konstytucja z 1996 ograniczyła możliwość pełnienia urzędu prezydenta do dwóch pięcioletnich kadencji. Mandela nie próbował zmienić tego przepisu ani nie planował startu na drugą kadencję. 29 marca dał swoją mowę pożegnalną, po której przeszedł na emeryturę polityczną.

### Na emeryturze
Na emeryturę przeszedł w czerwcu 1999 roku. W tym okresie skupił się na życiu rodzinnym, a większość czasu spędzał w Johannesburgu i Qunu. Pracował nad sequelem swojej pierwszej autobiografii, nowa książka poświęcona była pracy jego jako prezydenta, książka nie została jednak upubliczniona. Często spotykał się ze światowymi przywódcami i gwiazdami, gdy przybywali oni do Johannesburga. Współpracował z Fundacją Nelsona Mandeli założoną w 1999 roku. Fundacja koncentrowała się na rozwoju obszarów wiejskich, budowie szkół i na zwalczaniu HIV/AIDS. Mandela uważał, że jako prezydent nie zrobił wystarczająco dużo w celu zwalczania pandemii, co starał się nadrobić na emeryturze, stale namawiał rząd Mbekiego do bardziej zdecydowanych działaniach w kwestii epidemii. W 2000 roku z inicjatywy Gary’ego Playera na jego cześć zorganizowano charytatywny turniej golfowy Nelson Mandela Invitational. W lipcu 2001 roku przeszedł skuteczne leczenie na raka prostaty. W 2002 roku zainaugurował Nelson Mandela Annual Lecture, a w 2003 roku powstała fundacja Mandela Rhodes Scholarship ulokowana w Rhodes House na Uniwersytecie w Oksfordzie. Celem fundacji było zapewnienie stypendiów podyplomowych studentom z Afryki. Kolejnymi projektami zainaugurowanymi przez eksprezydenta było stworzenie Nelson Mandela Centre of Memory i kampania 46664 na rzecz walki z HIV/AIDS. Wygłosił przemówienie na zakończenie XIII Międzynarodowej Konferencji poświęconej AIDS w Durbanie. W 2004 roku wygłosił przemówienie na XV Międzynarodowej Konferencji o AIDS w Bangkoku w Tajlandii.
Publicznie krytykował działania zachodnich mocarstw. Stanowczo sprzeciwił się interwencji NATO w Kosowie w 1999 roku, a w 2003 roku wypowiedział się przeciwko planom USA i Wielkiej Brytanii, które dążyły do rozpoczęcia wojny przeciwko Irakowi argumentując to tym, że celem USA jest wyłącznie przejęcie irackich zasobów ropy. Później załagodził swoje stosunki z premierem Wielkiej Brytanii Tony Blairem, którego atakował jako polityka utrzymującego jego zdaniem politykę mocarstwową. Ciągle utrzymywał poglądy niechętne Ameryce określając działania USA jako takie które przyniosły największe szkody w historii świata niż jakikolwiek inny kraj, powoływał się przy tym m.in. na atak nuklearny na Japonię. Stale obserwował stosunki libijsko-brytyjskie, w więzieniu w Barlinnie odwiedził Libijczyka Abdelbaseta al-Megrahiego i skrytykował warunki jego leczenia oraz uznał, że więzień jest ofiarą „prześladowania psychologicznego”.

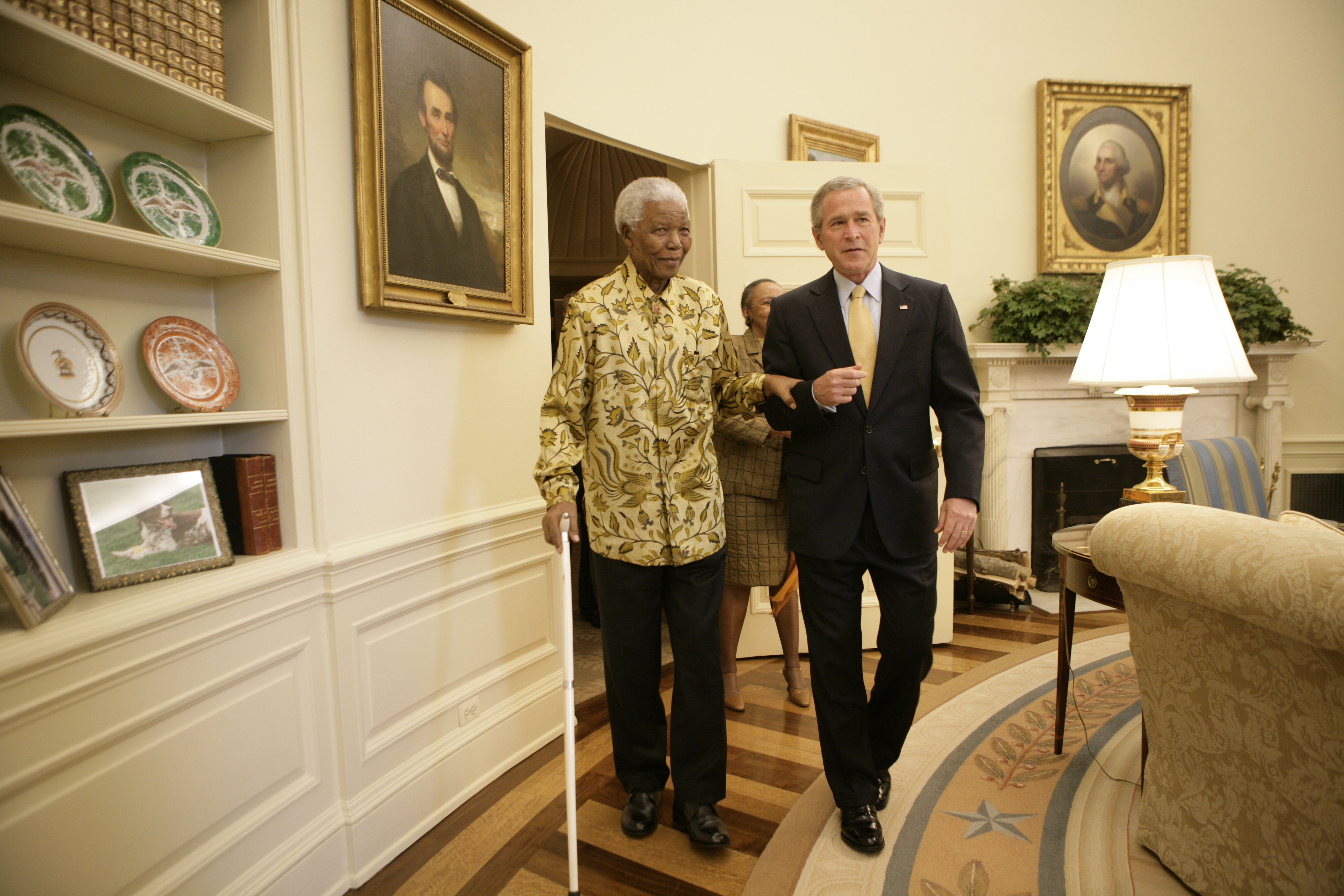
Mandela i Bush w 2005 roku

W czerwcu 2004 roku, w wieku 85 lat, zupełnie wycofał się z życia publicznego. Nadal w zamknięciu spotykał się z rodziną i przyjaciółmi, odrzucał oferty udziału w imprezach i dużą część ofert wywiadów. Zachował jednak zaangażowanie w sprawy międzynarodowe. W 2005 roku założył Nelson Mandela Legacy Trust. Często odwiedzał USA, gdzie prowadził rozmowy poświęcone potrzebie pomocy gospodarczej dla Afryki w Instytucie Brooking i z National Association for the Advancement of Colored People. Rozmawiał z amerykańską senator Hillary Clinton i prezydentem George’em W. Bushem. Poznał wówczas ówczesnego senatora i przyszłego prezydenta, Baracka Obamę. Wraz ze wzrostem przypadków łamania praw człowieka w Zimbabwe zachęcał do ustąpienia prezydenta Roberta Mugabe. Kiedy okazało się to nieskuteczne, w 2007 roku publicznie wystąpił przeciwko Mugabe i wezwał go do rezygnacji „z resztkami szacunku i odrobiną godności”. W tym samym roku Mandela, Machel i Desmond Tutu zebrali w Johannesburgu grupę światowych liderów i zorganizowali dyskusje na niektóre z najważniejszych problemów nowoczesnego świata. W dniu swoich 89. urodzin ogłosił powstanie grupy The Elders (Starsi) zrzeszającej aktywistów na rzecz pokoju i doświadczonych polityków, wśród członków grupy znaleźli się sam Mandela, Kofi Annan, Ernesto Zedillo (były prezydent Meksyku), Mary Robinson (była prezydent Irlandii), Machel, Hina Jilani (działaczka praw człowieka z Pakistanu), Jimmy Carter, Fernando Henrique Cardoso (były prezydent Brazylii), Gro Harlem Brundtland (były premier Norwegii), Lakhdar Brahimi (algierski polityk), Ela Bhatt (działaczka praw człowieka z Indii), Martti Ahtisaari (były prezydent Finlandii), Li Zhaoxing (były premier ChRL) oraz laureat pokojowego Nobla Muhammad Yunus.
90. urodziny Mandeli, które odbyły się 18 lipca 2008 roku, były szeroko świętowane w całym kraju. Główne uroczystości odbyły się w Qunu. Koncert poświęcony prezydentowi odbył się w Hyde Parku w Londynie. W urodzinowym przemówieniu wezwał bogatych do pomocy ubogim na całym świecie. W trakcie prezydencji Mbeki nadal wspierała ANC, chociaż w trakcie wszelkich imprez publicznych zazwyczaj pozostawał w cieniu urzędującego prezydenta. Bardziej swobodne relacje łączyły Mandelę z następcą Mbeki, Jacobem Zumą, mimo tego Fundacja Nelsona Mandeli wyraziła swoje zaniepokojenie gdy w 2009 wnuk Nelsona, Mandla Mandela przyleciał na wiec zwolenników Zumy w trakcie burzy. W 2004 z powodzeniem przeprowadził kampanię, w wyniku której w RPA przeprowadzono Mistrzostwa Świata w Piłce Nożnej 2010. Mandela nie uczestniczył w imprezie z powodu złego stanu zdrowia jednakże wystąpił podczas ceremonii zamknięcia Mistrzostw Świata. W połowie 2013 był hospitalizowany w Pretorii ze względu na infekcję płuc.

### Śmierć
Nelson Mandela zmarł z powodu infekcji płuc 5 grudnia 2013 r. w swoim domu w Houghton w Johannesburgu w otoczeniu swojej rodziny. Jego śmierć została ogłoszona przez prezydenta RPA Jacoba Zumę. W związku z jego śmiercią w Republice Południowej Afryki ogłoszono 10 dni żałoby narodowej, a w dniu pogrzebu zamknięte były banki, większość sklepów, centra handlowe i wiele przedsiębiorstw. Wiele państw na świecie także ogłosiło żałobę narodową m.in. Algieria (8 dni), Zambia (7 dni), Benin, Antigua i Barbuda (7 dni), Brazylia (7 dni), Mozambik (6 dni), Rwanda (6 dni), Indie, Jamajka (5 dni), Portugalia (3 dni), Sudan Południowy (3 dni), Gwinea (3 dni), Demokratyczna Republika Konga (3 dni), Burundi (3 dni), Republika Zielonego Przylądka (3 dni), Wyspy Świętego Tomasza i Książęca (3 dni), Sahara Zachodnia (3 dni), Timor Wschodni (3 dni), Mauretania (3 dni), Tanzania (3 dni), Kenia (3 dni), Nigeria (3 dni), Malawi (3 dni), Senegal (3 dni), Namibia (3 dni), Liberia (3 dni), Mali (3 dni), Egipt (3 dni), Wenezuela (3 dni), Nikaragua (3 dni), Kuba (3 dni), Salwador (3 dni), Kostaryka (3 dni), Seszele (3 dni), Bangladesz (3 dni), Nepal (3 dni), Malediwy (3 dni), Urugwaj (2 dni), Sri Lanka (2 dni), Czad (2 dni), Trynidad i Tobago (2 dni), Belize (2 dni), Dominikana (1 dzień), Dominika (1 dzień), Haiti (1 dzień), Tunezja (1 dzień), Liban (1 dzień), Palestyna (1 dzień), Mauritius (1 dzień), Gujana (1 dzień). Na znak żałoby po jego śmierci w Stanach Zjednoczonych, Wielkiej Brytanii i we Francji flagi opuszczono do połowy masztu. Jego pogrzeb odbył się 15 grudnia 2013 roku w Qunu w prowincji RPA. Nelson Mandela został pochowany w grobie rodzinnym. Majątek przepisał żonie, pracownikom, innym członkom rodziny i instytucjom edukacyjnym.

## Rodzina i życie prywatne
Był osobą zamkniętą, która często ukrywała emocje i zwierzała się bardzo niewielu ludziom. Prywatnie wiódł surowe życie, odmawiał picia alkoholu i nie palił, nawet jako prezydent sam przygotowywał sobie pościel. Znany z szelmowskiego poczucia humoru. Znany był jako osoba uparta i wierna, czasami dawał się ponosić emocjom, mimo tego był zwykle przyjazny i gościnny, a zrelaksowany pozostawał w rozmowie z osobami będącymi nawet jego osobistymi przeciwnikami. Był grzeczny i uprzejmy dla wszystkich, niezależnie od wieku i statusu, często rozmawiał z dziećmi lub pracownikami. Przez całe życie dbał o swój wygląd i ubiór. Nelson Mandela miał trzy żony: Evelyn, Winnie i Graçę (wdowę po prezydencie Mozambiku Samorze Machelu). Doczekał się 6 dzieci, 17 wnuków i 14 prawnuków. Surowy i wymagający wobec dzieci, lecz bardziej czuły w stosunku do wnuków. Z pierwszą żoną ożenił się w październiku 1944 roku. Para rozwiodła się po 13 latach w 1957 roku po oskarżeniach o cudzołóstwo i stałe nieobecności Nelsona, który był pochłonięty rewolucyjną agitacją (Evelyn była Świadkiem Jehowy, a wyznanie to obliguje do neutralności politycznej i zachowanie czystości moralnej). Z tego związku narodziło się dwóch synów, których Mandela przeżył, byli to Madiba „Thembi” Thembekile (1945-69) i Makgatho Mandela (1950-2005). Pierwszy syn zginął w wypadku samochodowym, a drugi zmarł na AIDS. Para miała również dwie córki, obie o imieniu Makaziwe Mandela (rocznik 1947 i 1954). Pierwsza zmarła w wieku dziewięciu miesięcy, a druga znana jako „Maki” przeżyła Nelsona. Syn Makgatho, Mandla Mandela w 2007 roku został szefem rady plemiennej Mvezo. Druga żona, Mandeli, Winnie, także pochodziła z obszaru Transkei, jednakże spotkali się oni w Johannesburgu, gdzie była ona pierwszym czarnym pracownikiem socjalnym. Mieli dwie córki, urodzoną 4 lutego 1959 roku Zenani (Zeni) i Zindziswa (Zindzi) Mandela-Hlongwane urodzoną w 1960 i zmarłą 12 lipca 2020. Zindzi miała tylko 18 miesięcy, kiedy jej ojciec został wysłany na Robben Island. W kwietniu 1992 roku doszło do separacji małżonków, a w marcu 1996 do rozwodu. Trzecią żonę poślubił w 80. urodziny w 1998 roku. W momencie śmierci Mandeli żyły trzy córki prezydenta. Przeżył także 13-letnią prawnuczkę, która zginęła w czerwcu 2010 roku w wypadku samochodowym.

## Poglądy
W chwili wstąpienia do Kongresu był afrykańskim nacjonalistą i demokratycznym socjalistą – „jawnie sprzeciwiał się kapitalizmowi, prywatnej własności gruntów i rządom wielkiego pieniądza”. Z biegiem lat znalazł się pod ideologicznym wpływem marksizmu i zdefiniował swoje poglądy jako socjalizm naukowy. Dystansował się przy tym od komunizmu, który odrzucał. Od ideologii tej odrzucał go ateizm, sprzeczny z jego chrześcijańskim wyznaniem. Popierał demokratyczny ustrój i akceptował głos większości (także jeśli był głęboko sprzeczny z jego poglądami). Za podstawę demokracji uznawał wolność słowa i odpowiedzialność.
W gospodarce charakteryzowało go pragmatyczne podejście. W opracowanej z jego udziałem Karcie Wolności z 1955 roku wzywano do nacjonalizacji banków, ziemi i kopalni złota. Twórcy dokumentu uznali to za konieczne w celu zapewnienia sprawiedliwego podziału dóbr. Mimo tak radykalnych haseł z początków politycznej kariery, w trakcie prezydentury nie znacjonalizował ani jednego obiektu, ponieważ obawiał się, że odstraszy to zagranicznych inwestorów. Liberalna polityka ekonomiczna prowadzona przez ANC podyktowana została częściowo zmianami geopolitycznymi jakie zaszły w latach 90.
Opowiadał się za równością rasową. W trakcie swoich rządów popierał walkę o prawa mniejszości, w tym homoseksualistów.

## Oceny i upamiętnienie
W RPA powszechnie uznawany jest za „ojca narodu”, „ojca założyciela demokracji” i narodowego wyzwoliciela porównywanego do George Washingtona i Abrahama Lincolna. Biograf Mandeli, Anthony Sampson stwierdził, że nawet w trakcie jego życia rozwinął się wokół niego swoisty kult „świeckiego świętego”. W dziesięć lat po zakończeniu jego prezydentury, era jego rządów powszechnie uznana była na całym świecie za „złoty wiek nadziei i harmonii”. Na całym świecie międzynarodowe uznanie zdobyła jego aktywność w pokonaniu apartheidu i promowania pojednania rasowego. Postrzegany jest jako „autorytet moralny” z wielką „troską o prawdę”. Z drugiej strony, przez całe swoje życie był również krytykowany. Margaret Thatcher przyciągnęła międzynarodową uwagę po tym gdy w 1987 roku opisała ANC jako „typową organizację terrorystyczną”, niemniej jednak w późniejszym okresie wzywała ona reżim RPA do uwolnienia Mandeli.

### Upamiętnienie

#### Pomniki, odznaczenia i dekoracje

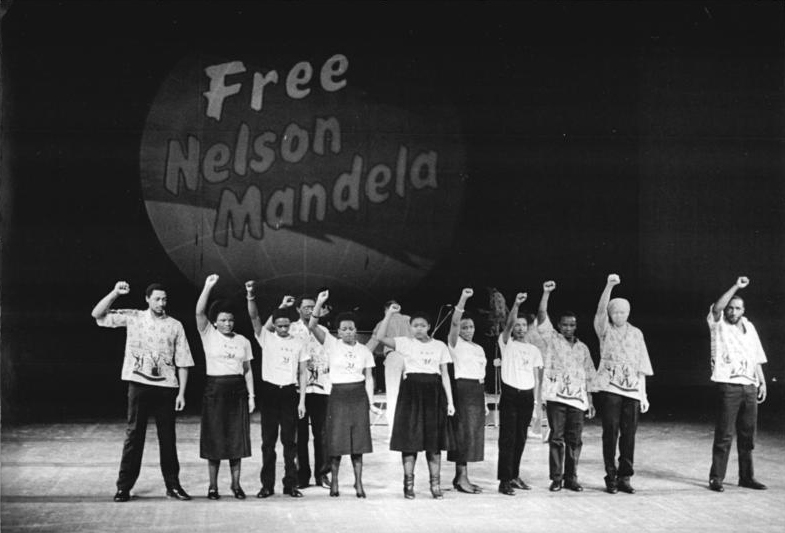
Protest na rzecz uwolnienia Mandeli w NRD w 1986 roku

Człowiek roku 1993 według magazynu Time wspólnie z Jasirem Arafatem, Frederikiem de Klerkiem i Icchakiem Rabinem. 29 lipca 1998 - w uznaniu jego całego życia, które poświęcił na zniesienie apartheidu i promowania pojednania między narodami Republiki Południowej Afryki - został uhonorowany Złotym Medalem Kongresu (Congressional Gold Medal) - jednym z najwyższych odznaczeń cywilnych w Stanach Zjednoczonych. 26 października 2007 na wniosek dzieci z RPA Międzynarodowa Kapituła Orderu Uśmiechu przyznała Nelsonowi Mandeli Order Uśmiechu. 2 lipca 2008 prezydent USA George Bush podpisał ustawę, zgodnie z którą Nelson Mandela oraz przywódcy ANC zostali skreśleni z oficjalnej listy terrorystów USA. W listopadzie 2009 roku Zgromadzenie Ogólne Narodów Zjednoczonych ogłosiło dzień urodzin Mandeli, a więc 18 lipca mianem Międzynarodowego Dnia Nelsona Mandeli. Zgromadzenie decyzję tę argumentował tym że za swoje osiągnięcia Nelson Mandela zapłacił wysoką cenę, poświęcając swoje życie osobiste i rodzinne. Jego zaangażowanie posłużyło nie tylko mieszkańcom jego ojczyzny, Republiki Południowej Afryki, ale sprawiło, że cały świat stał się lepszym miejscem dla wszystkich ludzi. [...]. Dziękujemy mu za wszystko co uczynił dla wolności, sprawiedliwości i demokracji. Mandela wskazał nam drogę. Zmienił świat. Jesteśmy mu za to głęboko wdzięczni. Przyznano mu m.in. prezydencki Prezydencki Medal Wolności, Order Kanady, jako ostatniemu przyznano mu Międzynarodową Leninowską Nagrodę Pokoju a jako pierwszemu Międzynarodową Nagrodę Praw Człowiek Al-Kaddafiego, jako pierwszej żyjącej osobie przyznano mu tytuł honorowego obywatela Kanady. W 1990 roku otrzymał indyjską nagrodę Order Bharat Ratna, w 1992 roku pakistańską Nishan-e-Pakistan, a w tym samym roku turecką Nagrodę Pokojową Atatürka (początkowo odmówił przyjęcia tej nagrody ze względu na mające w tym czasie w Turcji łamania praw człowieka, ostatecznie nagrodę odebrał w 1999). Brytyjska królowa Elżbieta II mianowała go Wielkim Krzyżem Najczcigodniejszego Zakonu Szpitala św. Jana z Jerozolimy (na zalecenie Komisji Nagród i Wyróżnień) i przyznano mu będący osobiste darem monarchy Order of Merit.
W dniu 16 grudnia 2013 roku z okazji Dnia Pojednania, przed Budynkiem Unii, prezydent Jacob Zuma odsłonił 9-metrowy pomnik Mandeli wykonany z brązu. W 2004 roku miasto Johannesburg przyznało Mandeli tytuł Freedom of the City, a centrum handlowe na placu Sandton przemianowane zostało na Nelson Mandela Square zaraz po tym gdy zainstalowano tam pomnik byłego prezydenta. W 2008 roku wybudowano pomnik Mandeli w Drakenstein Correctional Centre dawniej znanym jako więzienie Victor Verster. Pomnik postawiony w miejscu, gdzie Mandela został zwolniony z odbywania wyroku.

##### Lista odznaczeń i wyróżnień
- Order Mapungubwe – 2002 (RPA)
- Order Australii – 1999 (Australia)
- Order Stara Płanina (Bułgaria)
- Wielka Wstęga Orderu Narodowego Republiki – 2012 (Burundi)[401]
- Order Słonia – 1996 (Dania)[402]
- Wielka Wstęga Orderu Nilu – 1997 (Egipt)
- Krzyż Wielki Orderu Białej Róży – 1997 (Finlandia)
- Honorowy Towarzysz Orderu Gwiazdy Ghany (Ghana)
- Łańcuch Orderu Izabeli Katolickiej – 1999 (Hiszpania)
- Order Bharat Ratna – 1990 (Indie)
- Członek Honorowy Orderu Jamajki
- Order Kanady I klasy – 1998 (Kanada)
- Order Domowy Nassauski Lwa Złotego – 1999 (Luksemburg)
- Krzyż Wielki Orderu Narodowego – 1996 (Mali)
- Łańcuch Orderu Orła Azteków – 2010 (Meksyk)
- Wielki Komandor Orderu Republiki Federalnej – 1990 (Nigeria)
- Order „Wielka Gwiazda Przyjaźni między Narodami” – 1984 (NRD)
- Krzyż Wielki Orderu Świętego Olafa – 1998 (Norwegia)
- Order Pakistanu – 1992 (Niszan-i-Pakistan, Pakistan)
- Wielki Łańcuch Orderu Wolności – 1991 (Portugalia)
- Wielki Łańcuch Orderu Infanta Henryka – 1996 (Portugalia)
- Order Przyjaźni – 1995 (Rosja)
- Order Królewski Serafinów – 1997 (Szwecja)
- Order Pochodni Kilimandżaro II klasy – (1990, Tanzania)[403]
- Order Księcia Jarosława Mądrego I klasy – 1999 (Ukraina)
- Prezydencki Medal Wolności – 2002 (USA)
- Order Zasług – 1995 (Order of Merit, Wielka Brytania)
- Baliw Krzyża Wielkiego Orderu Szpitala św. Jana Jerozolimskiego – 2004 (Wielka Brytania)
- Krzyż Wielki Orderu Zasługi Republiki Węgierskiej – 1999 (Węgry)
- Order Uśmiechu – 2007 (Polska)
- Pokojowa Nagroda Nobla – 1993 (z Frederikiem Willem de Klerk)
- Międzynarodowa Leninowska Nagroda Pokoju – 1990 (ZSRR)
- Złoty Medal Kongresu Stanów Zjednoczonych – 1998[384] (USA)
- Nagroda Fundacji Mo Ibrahima (wyróżnienie honorowe) – 2007[404]
- Honorowe obywatelstwo Kanady (2001)
- Honorowe obywatelstwo miast: Glasgow (1980), Rzym (1982), Dundee (1985), Florencja (1985), Midlothian (1985), Rio de Janeiro (1985), Turyn (1985), Siano (1986), Livorno (1987), Bolonia (1988), Thionville (1988), Egaleo, Ellenikon, Glyfada, Ilioupolis, Daissariani, Nikaea, Preveza, Zogrofu (1988), Belluno (1988), Thionville (1988), Ivrea (1989), Kwekwe (1989), Torea (1989), Melbourne (1990), Toronto (1990), Mexico City (1991), Santa Teresa Gallura (1991), São Paulo (1991), Salvador (1991), Umzimkulu (1992), Beaufort West (1993), Macerata (1993), Villejuif (1993), Windhuk (1994), Belluno (1995), Paarl (1995), Sindaco Maurizio Fistarof (1995), Grahamstown (1996), Heidelberg (1996), Amsterdam (1999), São Bernardo do Campo (2000), Leeds (2001), Cesena (2002), Tromsø (2005), Belgrad (2007), Paryż (2013), Bruksela, Londyn, Oakland, Omagh, Saint Paul, Santa Teresa Gallura, Sheffield, Tshwane[405].
- Honorowe obywatelstwo stanów USA: Illinois (1993), Waszyngton (1999), Maryland (2001).
- Nagroda Sacharowa (1988)[406]

#### Upamiętnienie przez muzyków
Wielu artystów poświęciło Mandeli piosenki. Jednym z najbardziej popularnych utworów była piosenka „Free Nelson Mandela” (1983) zespołu The Specials. Piosenkę tę nagrał również muzyk rockowy Elvis Costello. Po tym wydarzeniu reżimowa South African Broadcasting Corporation zakazała w kraju udostępniania i słuchania muzyki wokalisty. W 1985 roku senegalski artysta Youssou N’Dour nagrał pierwszy wydany w USA album studyjny, album nosił nazwę Nelson Mandela. Innymi artystami, którzy opublikowali utwory i klipy, w których uhonorowano postać Nelsona Mandeli byli Johnny Clegg, Hugh Masekela, Brenda Fassie, Khadja Nin, Beyond, Nickelback, Raffi, Ampie du Preez i AB de Villiers. Południowoafrykańska piosenkarka Zahara została ambasadorem Szpitala Dziecięcego Nelsona Mandeli, gdy Mandela znajdował się w szpitalu w stanie krytycznym, Zahara nagrała EP-kę zatytułowaną Nelson Mandela.

##### Mandela w twórczości artystów
- Utwór Nelson Mandela brytyjskiego zespołu ska The Specials (1984).
- Utwór Full Nelson Milesa Davisa opublikowany na albumie Tutu (1986).
- Utwór Asimbonanga (We have not seen him) z 1987 Johnny’ego Clegga, nawołujący do uwolnienia Nelsona Mandeli.
- Utwór Mandela Day szkockiej grupy rockowej Simple Minds nagrany w 1988 z okazji 70. urodzin Mandeli.
- Utwór Mandela z płyty Homo Twist (1996) polskiego zespołu Homo Twist.
- Utwór Mzee Mandela z płyty Khadja Nin Ya... z 1998 roku.
- Utwór Ordinary Love grupy U2 (2013) z fabularnego filmu biograficznego o Nelsonie Mandeli: „Mandela: Droga do wolności”.
- Utwór Tree Of Freedom (pol. Drzewo wolności) niemieckiego zespołu Heaven Shall Burn, opublikowany na albumie AntiGone (2004), został poświęcony Nelsonowi Mandeli. We wkładce do płyty umieszczono słowa Mandeli: (ang.) „My blood is drunk by the roots of the tree from that one day the fruit of freedom will ripen” (pol. „Moją krew spijają korzenie drzewa, z którego pewnego dnia będzie zebrany owoc wolności”).
- Utwór If Everyone Cared grupy Nickelback z albumu All the Right Reasons (2005).
- Film biograficzny Goodbye Bafana (2007) w reżyserii Billego Augusta, na podstawie książki Jamesa Gregory’ego i Boba Grahama.
- Film Invictus – Niepokonany (2009) w reżyserii Clinta Eastwooda
- Utwór Take a Minute K’naana opublikowany na albumie Troubadour (2009).
- W filmie Céline Dion, dokumentującym jej życie podczas trasy Taking Chances World Tour, jest fragment jej rozmowy z Nelsonem Mandelą – na pożegnanie piosenkarka przytula się do niego.
- W teledysku piosenki Wind of Change zespołu Scorpions pojawia się Nelson Mandela i inni działacze wolnościowi.
- W piosence Limeryki o narodach Jacka Kaczmarskiego Mandela pojawia się podczas jednej z rozmów Afrykanów, kłócących się o opcję polityczną.
- Utwór Obudź się – Mezo
- W 1997 roku zespół Reflection Eternal (Talib Kweli i DJ Hi-Tek) wydał swoją pierwszą płytę Train of Thought (Pociąg myśli). Album zaczyna się od przemówienia, w którym Nelson Mandela mówi, że kiedy odpoczywa, słucha Reflection Eternal.

#### W kinach i telewizji
Przy wielu okazjach został przedstawiony w kinie i telewizji. W filmie HBO Mandela z 1987 roku w jego rolę wcielił się Danny Glover. W 1997 ukazał się film Mandela and de Klerk, rolę Mandeli odegrał bahamski aktor Sidney Poitier. W filmie poświęconym strażnikowi, który pilnował przyszłego prezydenta, Goodbye Bafana z 2007 roku w rolę Mandeli wcielił się z kolei Dennis Haysbert. W filmie telewizyjnym Mrs Mandela stacji BBC z 2009 roku, Mandelę zagrał David Harewood. Morgan Freeman z kolei wcielił się w postać ojca narodu w filmie Invictus – Niepokonany (2009), w filmie Winnie Mandela (2011) wystąpił Terrence Howard. W najnowszym filmie Mandela: Droga do wolności z 2013, zagrał go urodzony w Wielkiej Brytanii Idris Elba.